# Visionaria
Visionaria è un festival cinematografico internazionale.
 Visionaria è anche il nome dell'associazione culturale APS, iscritta al RUNTS, che lo promuove e l'organizza. Il festival comprende, oltre al concorso, eventi collaterali come mostre, rassegne, incontri, conferenze, laboratori e workshop. L'obiettivo del festival è quello di dare visibilità a opere di registi ed artisti sia indipendenti che professionisti e promuovere la cultura dell'immagine. Mauro Tozzi è stato il direttore artistico dalla fondazione al 2015. Dal 2016 alla direzione artistica si sono alternati Giuseppe Gori Savellini, il critico Franco Vigni e Antonio Barone dell'Associazione John Belushi di Agrigento.

## La storia del Festival
Visionaria nacque nel 1991 nel quartiere più periferico di Siena, San Miniato, un indistinto agglomerato urbano con molti problemi ambientali e sociali, nell'ambito delle attività culturali della Circoscrizione 2 del Comune di Siena. I fondatori furono Roberto Dini, all'epoca responsabile cultura, e Mauro Tozzi.

### Il Premio Video Amateur (1991-1994)
La prima edizione ebbe luogo l'11 e il 19 aprile 1991 al Centro Civico La Meridiana di San Miniato e prevedeva un premio della giuria e uno del pubblico. La Giuria assegnò il Premio al videomaker e fotografo veronese Maurizio Gioco con il video sperimentale Modus Operandi, mentre il pubblicò apprezzò col proprio voto il video del senese Francesco Cosci.
Il Festival entrò stabilmente nelle attività culturali della Circoscrizione 2 e già alla terza edizione, dato il crescente numero di spettatori ed opere in concorso, dovette spostarsi nel quartiere vicino, Vico Alto, in un teatro più capiente e attrezzato.

### Visionaria, viaggio nell'immaginario video (1996-2000)
Dopo una fase critica e organizzativa che caratterizzò la quarta edizione, con il supporto del nuovo assessore alla cultura del Comune di Siena Omar Calabrese, il Premio Video Amateur divenne Visionaria, viaggio nell'immaginario video. La quinta edizione (1996) si tenne all'aperto, presso la Fortezza Medicea di Siena.

Negli anni successivi fu individuata una sede più adeguata nel Complesso Museale Santa Maria della Scala di Piazza Duomo. Il Festival diventò internazionale, nacque la Mediateca di Siena, parteciparono ospiti e giurati di maggior prestigio. Le edizioni che seguirono videro la realizzazione di altre significative iniziative: nel 1997 la mostra di "Computer Animazione 1987-1996", grazie alla collaborazione avviata con il Prix Ars Electronica di Linz e, nel 1999, l'apertura della sezione di Visionaria International, ideata e curata da Tiziana Tarquini, che portò alla collaborazione con alcuni importanti festival internazionali.

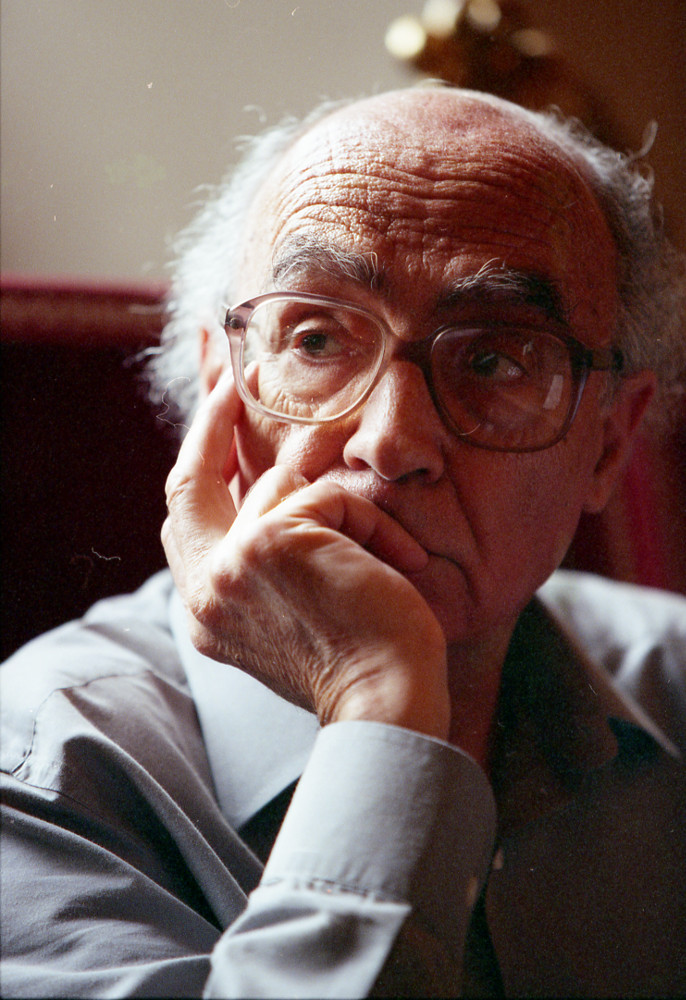
José Saramago a Siena, Santa Maria della Scala, per la conferenza "Il diritto e le campane"

Nel 1999 l'VIII edizione vide la partecipazione del Premio Nobel per la Letteratura José Saramago, che tenne una importante conferenza sui diritti umani, dal titolo Il diritto e le campane, integralmente pubblicata nel catalogo dell'anno successivo, in cui si raccontano i fatti accaduti nel Cinquecento in un villaggio nei pressi di Firenze, dove i diritti di un contadino vengono calpestati dalla prepotenza del signorotto locale, e dove la ribellione si manifesta con il suono ritmato delle campane con cui il contadino proclama la morte del diritto. Il testo fu pubblicato da Einaudi nel 2004 col titolo La Giustizia e le campane.

Nel 2000 il Festival fu spostato dalla primavera all'autunno. Oltre al concorso furono realizzate alcune mostre: Advertainment Ink. Pubblicità-Spettacolo, curata da Raffaella Guidobono e allestita presso la Galleria di Palazzo Patrizi - che comprendeva una vasta panoramica di spot, affissioni, banner delle maggiori campagne pubblicitarie del mondo, con la partecipazione di agenzie pubblicitarie, grafici, fotografi ed illustratori internazionali; le due mostre di Pino Modica del Gruppo di Piombino, tenutesi presso il Santa Maria della Scala. L'edizione del 2000 fu trasmessa in diretta online tramite connessione ISDN.
 Nello stesso anno Alessandro Benvenuti assunse la carica di presidente onorario del festival, che manterrà fino al 2005.

### Gli ultimi anni senesi (2001-2004)
A partire dal 2001 una parte consistente della manifestazione fu trasferita presso il Teatro dei Rozzi. Tra le iniziative: nel 2002 la rassegna internazionale di Fotografia Stenopeica Senza Obiettivo, cui parteciparono importanti fotografi stenopeici provenienti da ogni parte del mondo, con la collaborazione della statunitense Pinhole Resource di Eric Renner; nel 2003 Anima & Azione, mostra sull'animazione bulgara dagli anni settanta agli anni 2000; nel 2004 la rassegna fotografica Nati nei bordelli - Born into Brothels; nel 2005 il convegno Giornate del Cinema Privato sul cosiddetto "cinema di famiglia", co-organizzato insieme all'Archivio Nazionale del Film di Famiglia, con la partecipazione dei rappresentanti maggiormente accreditati di questo particolare versante produttivo.
Intensificò, inoltre, i contatti con altri festival europei ed internazionali, fino a giungere, sotto la direzione di Tiziana Tarquini, alla creazione, nel 2002, di un vero e proprio network, denominato Euronetvision, che raccolse festival francesi, spagnoli, greci, portoghesi e della Repubblica Ceca, suggellato in un Meeting dei Festival Europei.

### Da Siena a Piombino (2005-2013)
Nel 2005 e nel 2006 il Festival ebbe luogo sia a Siena che a Piombino.
Tra gli eventi collaterali, nel 2006, vanno segnalati il convegno sulla realtà carceraria e i problemi legati alla detenzione cui presero parte il magistrato Alessandro Margara e l'on. Franco Corleone, e l'incontro con Silvia Baraldini in occasione della proiezione del film Liberate Silvia, prima uscita pubblica dopo la scarcerazione e l'indulto.

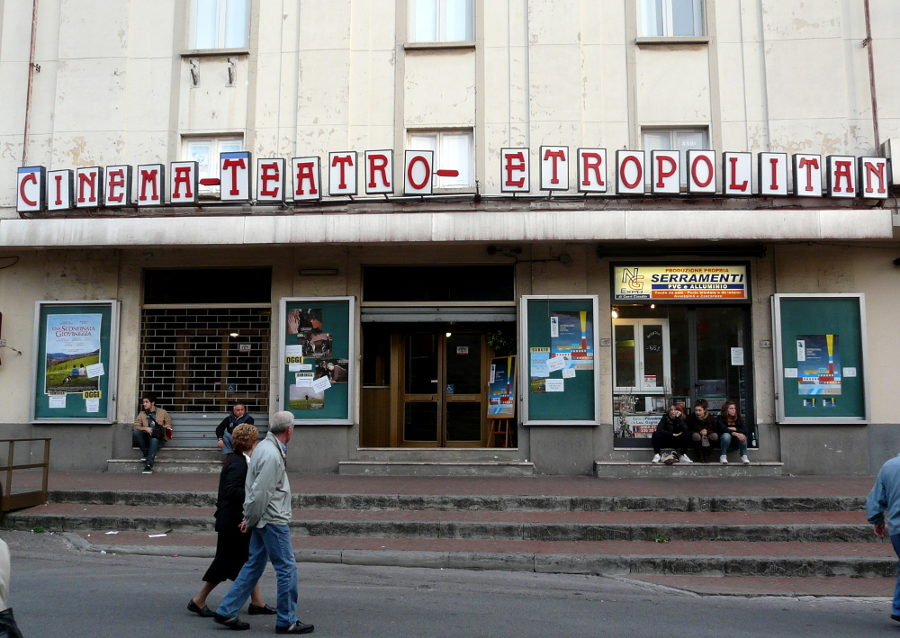
Il cinema Metropolitan a Piombino, sede del festival dal 2005 al 2013

Nel 2007 il buon rapporto con la città di Piombino e con le sue istituzioni convinsero gli organizzatori a trasferirvi interamente il festival. L'edizione numero XVII del 2008 fu caratterizzata da una versione parallela dell'evento sulla piattaforma Second Life, a cura di Roberto Dini, e dalla collaborazione con il Festival della Creatività di Firenze, che si svolgeva in contemporanea. Evento che fu ripetuto anche l'anno successivo, questa volta in una delle "isole virtuali" della Regione Toscana con la riproduzione della Piazza Bovio di Piombino.
Anche se il progetto "Corto a' la Carte" nacque a Siena, trovò piena applicazione a Piombino. Ideato e promosso dall'attore e regista canadese Jean-Philippe Pearson, il format prevedeva che in sole 48 ore venisse scritto, girato e montato un cortometraggio, dopo aver raccolto alcune indicazioni dal pubblico nel corso della prima serata del festival, come ad esempio il titolo, le caratteristiche dei personaggi ed oggetti che avrebbero dovuto comparire nel corto. Dal 2003 al 2008 sono stati girati con questa formula 6 cortometraggi, cui ha preso parte come attore, tra gli altri, Alessandro Benvenuti.
Nel 2011 il festival non ebbe luogo.
Il tema proposto per la XX edizione 2012 fu il cinema del reale, come il cinema racconta la realtà, e si caratterizzò soprattutto per la proiezione del film Diaz e per la partecipazione del regista Daniele Vicari, ma spiccarono anche altri segmenti del programma come "Nema Problema" sulla guerra nella ex-Jugoslavia e le mostre d'arte contemporanea.
La XXI edizione si tenne nel mese di Agosto 2013. La caratteristica principale di questa edizione è stata quella di fondere l'esperienza di Fuori Fuoco con la competizione internazionale del concorso. Oltre alla proiezione dei corti, infatti, furono proiettati, alla presenza dei registi, i film L'estate di Giacomo di Alessandro Comodin e Isole di Stefano Chiantini. Si trattò di una edizione itinerante che si svolse nelle piazze di Monteriggioni e Castelnuovo Berardenga e nella fortezza de Il Rivellino a Piombino, dove, oltre alla serata finale del concorso, fu proiettato, alla presenza del regista, il film È stato il figlio di Daniele Ciprì.
Nel 2014 il festival non ebbe luogo.

### Ritorno in terra senese (2015-oggi)
Nel 2015 il festival tornò in terra senese, a Castelnuovo Berardenga. La XXII edizione, che si svolse nel mese di Ottobre, sviluppandosi attorno al tema "Confini" e prendendo spunto dal centenario della prima Guerra mondiale, ma con un occhio alla odierna realtà dell'emigrazione e dei difficili rapporti tra le istituzioni, come ad esempio nel film documentario La trattativa di Sabina Guzzanti. Il dato più interessante che emerse da questa edizione fu la grande partecipazione di quasi tutti i paesi del mondo con 3.845 cortometraggi iscritti in concorso.
L'edizione ebbe un prologo presso l'Expo di Milano, al Padiglione Italia, dove si tenne il 27 agosto la giornata dedicata ad uno temi trattati nel corso del festival: Food & Water. L'iniziativa, realizzata insieme all'Università degli Studi di Siena e con SDSN Mediterranean, prevedeva la proiezione dei corti in concorso su questa tematica e l'assegnazione del premio. Nella speciale giuria figuravano il rettore dell'Università Angelo Riccaboni, il prof. Claudio Rossi ed il fotografo Carlo Emilio Sapia.
L'anno successivo il festival ebbe luogo tra San Gimignano, alla Galleria Raffaele De Grada, e Poggibonsi, al Teatro Politeama. L'edizione XXIII, dedicata all'arte, alla resistenza e alla fuga, intese riflettere sulle vicende dovute alla migrazione come resistenza alla guerra attingendo alla propria cultura d'origine e attraverso la creazione artistica. In proposito fu realizzata una rassegna di film e documentari, tra cui Redemption Song alla presenza della regista Cristina Mantis.
L'edizione 2017 si tenne a San Gimignano al Teatro dei Leggieri. La particolarità di questa edizione è stata la collaborazione con il carcere di Ranza e con i suoi detenuti con i quali è stato possibile girare il cortometraggio Con i tuoi occhi per la regia di Alessandro Bianchi. I detenuti stabilirono anche il vincitore di un premio speciale tra i corti i gara tramite le proiezioni tra le mura del carcere.
La XXV edizione 2018 ebbe luogo ancora a San Gimignano presso la Sala Tamagni e vide ancora la collaborazione con il carcere di Ranza con la proiezione dei corti della sezione internazionale. In rilievo la collaborazione con i docenti e gli studenti del Siena Art Institute ed il talk di Luca Illetterati, docente di filosofia teoretica all'Università di Padova, su "Cinema e Paesaggio". In chiusura la proiezione del film Wonderful losers di Arunas Matelis.
Nel 2019, nel 2020 e nel 2021, a causa del COVID-19, non si sono tenute edizioni del festival.

## Palmarès
Il palmarès del Festival Visionaria comprende i premi assegnati dal 1991 in poi. Nel 1995, 2011, 2014, 2019, 2020, 2021, 2022 il festival non ha avuto luogo mentre il concorso dell'edizione 2004, nonostante un variegato programma, fu riservato solamente alle Scuole di Cinema.
Nel corso degli anni hanno fatto parte delle Giurie di Visionaria, tra gli altri: Roberto Andò, Pupi Avati, Isa Barzizza, Didier Baussy-Oulianoff, Alessandro Benvenuti, Andrea Buscemi, Omar Calabrese, Eugenio Cappuccio, Ugo Chiti, Franco Corleone, Gerardo D'Andrea, Philippe Daverio, Roberto Escobar, Patrizio Fariselli, Giuseppe Ferlito, Cesare Gigli, Marco Hagge, Cristina Mantis, Francesco Ranieri Martinotti, Sergio Micheli, Stefano Missio, Pino Modica, Nicoletta Nesler, Gianluca Nicoletti, Matteo Oleotto, Angelo Riccaboni, Giovanni Maria Rossi, Roland Seijko, Carla Simoncelli, Sergio Staino, Luciano Tovoli.

## Cronologia delle mostre
1994
- Le nuove professioni delle donne, mostra-percorso per opere video, Galleria dell'Istituto d'Arte, Siena

1996
- Poevisioni Elettroniche, rassegna di Caterina Davinio con opere video di Roberta Torre, Mario Canali, Manuela Corti, Giacomo Verde, Caterina Davinio, Gianni Actis Barone, Sergio Smerieri, Usmis, Giorgio Vaccarino e altri, Fortezza Medicea, Siena

1997
- Dieci anni di Computer Animazione 1987-1996, in collaborazione con Prix Ars Electronica di Linz, a cura di Tiziana Tarquini, presentazione di Omar Calabrese; mostra delle opere di John Lasseter, Karl Sims, Jean-Pierre Jeunet, Maurice Benayoun, Jean-François Matteudi (in arte Bèriou), Marc Caro, Michael T. Collery, Eric Darnell, Eric Coignoux, Joichiro Kawaguchi, ILM, MIT Media Lab, Pascal Roulin, Philippe Billion ed altri, Santa Maria della Scala, Siena

1998
- Fuochi fatui, videoinstallazione di Alessandro Amaducci, Santa Maria della Scala, Siena.
- Nuvolo Underground, mostra dell'artista Nuvolo su 100 televisori con le immagini in movimento delle sue opere, parcheggio coperto "Il Campo", Siena

1999
- Focolaio domestico, videoinstallazione di Agata Chiusano, Santa Maria della Scala, Siena

2000
- Advertainment Ink, Pubblicità Spettacolo - Moleskine Booked, a cura di Raffaella Guidobono, Galleria di Palazzo Patrizi, Siena
- Trash e Interni, opere di Pino Modica, Santa Maria della Scala, Siena

2001
- Immaginativa 10x10x10, 1º Premio Internazionale d'Arte Contemporanea per opere delle dimensioni di 10 cm. di lato, a cura dell'Ass. Didee, Santa Maria della Scala, Siena; tra gli artisti in mostra: Pier Giorgio Balocchi, Régis Deparis, Pino Modica, Jacques Villeglé, Sabine Weiss.
- Reality Bites, fotografie di Marina Giannobi, Galleria di Palazzo Patrizi, Siena

2002
- Senza Obiettivo, mostra internazionale di Fotografia Stenopeica / International exhibition of Pinhole Photography, curata e diretta da Alessandro Mlach e Mauro Tozzi. In catalogo commenti di Omar Calabrese, Dominique Stroobant, Fabio Amodeo; presenti, tra le altre, opere di Eric Renner, Ilan Wolff, Jürgen Königs, Paolo Aldi, Lucy Clink, Peggy Ann Jones, Volkmar Herre, Penny Harris, Nilufar Izadi, Mieko Tadokoro, Arturo Talavera, Lorenzo Tommasoni, Jesseca Ferguson, Thomas Bachler, Nancy Spencer; oltre alle immagini, la mostra comprendeva le "macchine" con cui erano state realizzate le fotografie ed una grande camera oscura di m. 3x3 con un foro variabile progettato e costruito da Dominique Stroobant, catalogo curato da Andrea Rauch, Santa Maria della Scala, Siena
- Immaginativa 10x10x10, 2º Premio Internazionale d'Arte Contemporanea per opere di piccolo formato, a cura dell'Ass. Didee, Palazzo Pubblico, Magazzini del Sale, Siena
- Lo sguardo diffuso, Palazzo delle Papesse, mostra multidisciplinare: retrospettiva del regista siciliano Salvo Cuccia, rassegna dai festival di Avanca (Portogallo), Brno (Repubblica Ceca), Lille (Francia). In collaborazione con Exibart la rassegna Doppia Vu con opere di Chiara Passa, Rossella Biscotti, Giuseppe Pietroniro, Francesco Carone. Inoltre in programmazione, in loop, opere di Bouli Lanners, Stefano Chiodini, Nicolai Rohde e altri.

2003
- Anima & Azione, la scuola d'animazione bulgara dal 1970 ad oggi, a cura di Barbara Mottola, con la presentazione e la collaborazione di Sergio Micheli; in mostra le opere, i disegni e i rodovetri di Slav Bakalov, Todor Dinov, Anri Kulev, Rumen Petkov, Nikolaj Todorov e i film di Ivan Andonov, Radka Băčvarova, Gheorghi Ciavdarov, Todor Dinov, Don'o Donev, Boiko Kanev, Anri Kulev, Itkezar Ivanov, Svetana Nikolova, Ivan Veselinov, Santa Maria della Scala, Siena
- Viaggio in Toscana, a cavallo del Cinema, mostra fotografica tratta dai film girati in Toscana, a cura della Mediateca Regionale Toscana e ASKA Edizioni, Santa Maria della Scala, Siena
- Senza Obiettivo, mostra internazionale di Fotografia Stenopeica / International exhibition of Pinhole Photography, Temple University, Roma

2004
- Nati nei bordelli - Born into Brothels, mostra fotografica ideata da Zana Briski, a cura di Mauro Tozzi, Samuele Calosi, Laura Pozzi, in collaborazione con la Fondazione Kids with Cameras di New York, fotografie dei bambini di uno dei quartieri a luci rosse di Calcutta, Santa Maria della Scala, Siena; prima esposizione europea della mostra, il cui film, realizzato dalla stessa fotografa Zana Briski e dall'operatore Ross Kauffman, si è aggiudicato il Premio Oscar nel 2005 come miglior documentario

2005
- Absolute Poetry, rassegna collettiva di poesia visiva in progress, a cura di Mimmo Manes, Lello Voce e del portale Design(Radar, Il Castello, Piombino
- Arance Paleolitiche, rassegna collettiva di grafica e disegni sul tema del carcere, a cura di Inguine Mah!gazine, Il Castello, Piombino
- Vorrei incontrarti, personale di grafica e disegni di Gianluca Costantini su musica di Alan Sorrenti, Il Castello, Piombino

2006

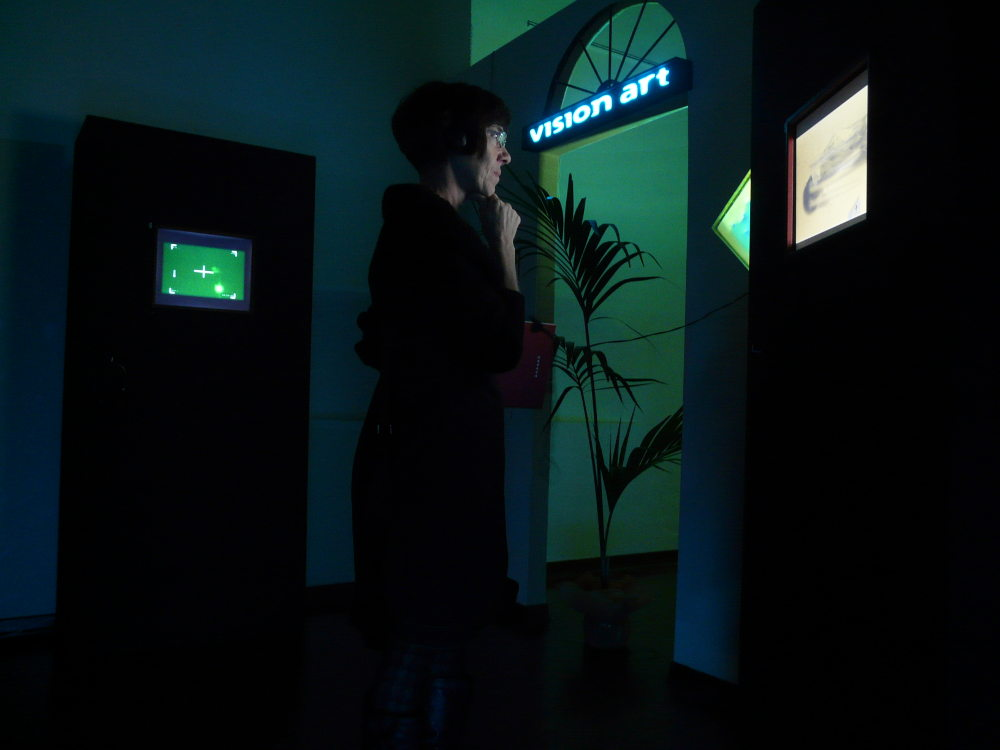
Vision Art, la mostra di video arte nel 2009

- Vision Art, Arti Visive in Movimento, I rassegna delle nuove tendenze della videoarte, a cura dell'Associazione St.Art, Palazzo Appiani, Piombino

2007
- Vision Art, Arti Visive in Movimento, II rassegna delle nuove tendenze della videoarte, a cura dell'Associazione St.Art, Palazzo Appiani, Piombino
- Quando la Terra era piatta, installazione fotografica di Riccardo Del Fa, in collaborazione con l'Associazione St.Art, Palazzo Appiani, Piombino[29][30]

2008
- Vision Art, Arti Visive in Movimento, III rassegna delle nuove tendenze della videoarte, a cura di Pino Modica, Galleria Agorà, Piombino[31]

2009
- Vision Art, Arti Visive in Movimento, IV rassegna delle nuove tendenze della videoarte, a cura di Pino Modica, Galleria Agorà, Piombino
- Quality time with the family, videoinstallazione-performance dell'artista canadese Owen Eric Wood, Galleria La Marina, Piombino

2010
- Vision Art, Arti Visive in Movimento, V rassegna delle nuove tendenze della videoarte, a cura di Pino Modica, Galleria Agorà, Piombino

2012
- Vision Art, Arti Visive in Movimento, VI rassegna delle nuove tendenze della videoarte, a cura di Pino Modica, Galleria La Marina, Piombino
- Déja Made/Ready Vu, mostra d'arte contemporanea a cura di Nicola Cecchelli, con opere di Gian Pietro Arzuffi, Francesco Fossati, Franco Menicagli, Paolo Meoni, Pino Modica, Silvia Negrini, Lapo Simeoni, Paolo Vegas ed altri, Palazzo Appiani, Piombino[32]
- PAC - Piombino Art Center, mostra d'arte contemporanea di artisti piombinesi, vari locali, Piombino

2013
- Vision Art, Arti Visive in Movimento, VII rassegna delle nuove tendenze della videoarte, a cura di Pino Modica, Il Rivellino, Piombino[33]

2015
- Vision Art, Arti Visive in Movimento, VIII rassegna delle nuove tendenze della videoarte, a cura di Pino Modica, Nicola Cecchelli e Mauro Tozzi, Museo del Paesaggio, Castelnuovo Berardenga, Siena

2016
- Vision Art, Arti Visive in Movimento, IX rassegna delle nuove tendenze della videoarte, a cura di Martina Marolda, Michela Simona Eremita e Jacopo Figura, Galleria d'Arte Moderna e Contemporanea Raffaele De Grada, San Gimignano, Siena

2017
- Vision Art, Arti Visive in Movimento, X rassegna delle nuove tendenze della videoarte, a cura di Martina Marolda, Michela Simona Eremita e Jacopo Figura, Galleria d'Arte Moderna e Contemporanea Raffaele De Grada, San Gimignano

2018
- Vision Art, Arti Visive in Movimento, XI rassegna delle nuove tendenze della videoarte, a cura di Martina Marolda, Michela Simona Eremita e Jacopo Figura, Sala Tamagni, San Gimignano
- Mare Corto, mostra fotografica di Ignacio Maria Coccia e Matteo Tacconi. Un viaggio lungo l'Adriatico in Italia e nei paesi balcanici[34] Sala Tamagni, San Gimignano

## Conferenze, convegni, proiezioni speciali
1999
- Ax (Terra) presentazione del film del regista curdo Kazım Öz e conferenza di Dino Frisullo e Annette Hennemann, Santa Maria della Scala, Siena
- Conferenza di José Saramago, Premio Nobel per la Letteratura 1998 dal titolo O Direito e os Sinos (Il Diritto e le Campane), nel corso del suo viaggio a Siena e in Italia, a cura di Fatima Braga De Matos, Tiziana Tarquini e Mauro Tozzi, Santa Maria della Scala, Siena

2000
- Sound on Films proiezione delle videopere, prodotte dalla Arts Council of England 1996-1998, di John Smith, Judith Weir, Alexander Bălănescu, Miranda Pennell, Margareth Williams, Mike Grigsby, conferenza di Luca Scarlini dal titolo: Videopere: mezzi e messaggi di un nuovo percorso creativo tra partitura e piccolo schermo, Santa Maria della Scala, Siena

2001
- Incontro-dibattito sul tema: Simulazioni di guerra, reportage cinema propaganda, a cura di Barbara Mottola, con interventi di Maurizio Boldrini, Sergio Micheli e con la partecipazione di Stefano Missio e Francesco Gottardo del portale ildocumentario.it; contributi visivi dalle zone di guerra, Teatro dei Rozzi, Siena

2002
- Meeting dei Festival Europei con la partecipazione di Antonio Costa Valente, direttore artistico degli Incontros Internacionais de Cinema, Televisão e Multimedia Avanca (Portogallo), Manthos Santorineos, direttore artistico di Medi@terra International Art and Technology Festival Atene (Grecia), Marc Lavigne, responsabile dei programmi per Rencontres Audiovisuelles Lilla (Francia), Sarka Tryhukova (1952-2017)[35], direttore artistico del Brno Sixteen (Repubblica Ceca), Sergio Morales Quintero, coordinatore del CanariasMediaFest Las Palmas de Gran Canaria (Spagna), curato e presieduto da Tiziana Tarquini, responsabile della sezione Visionaria International

2004
- Adisa o la storia dei mille anni proiezione del film di Massimo D'Orzi ed incontro con Arnaldo Nesti, sociologo dell'Università degli Studi di Firenze, Franco Vigni, critico cinematografico, Tiziana Chiappelli della rivista "Religioni e Società" ed Ugo Di Tullio, Presidente della Mediateca Regionale Toscana, Corte dei Miracoli, Siena
- Rojo.distancia.beisbol.tres performance di live cinema con Rojo, periodico e collettivo d'arte contemporanea di Barcellona, Corte dei Miracoli, Siena
- Multisguardi presentazione del libro di Barbara Mottola Le lampade ci guardano con la proiezione di classici della computer animazione internazionale, Palazzo delle Papesse, Siena
- Creazioni di Antropologia Visiva proiezione di una selezione di video realizzati dall'antropologa Margaret Mead ed i video realizzati dal corso di Antropologia Visiva dell'Università degli Studi di Siena, coordinato da Riccardo Putti, Palazzo delle Papesse, Siena

2005
- Giornate del Cinema Privato convegno in due giornate progettato da Luca Ferro e realizzato in collaborazione con Paolo Simoni e Gianmarco Torri dell'Associazione Home Movies, con una vasta proiezione di materiali visivi, tra cui quelli di Caterina Klusemann, Joseph Morder, Nicole Scherg, Center for Digital Storytelling, Vitascope, Archivio Nazionale del Film di Famiglia, Elsa Quinette, Abraham Ravett, Jonas Mekas, Stan Brakhage, Simone Cangelosi, Stephen Dwoskin, Jay Rosenblatt, Alberto Momo, Gianmarco Torri, Peter Forgacs, del direttore della fotografia Jan Peters, interventi, tra gli altri, di Adriano Aprà, Roger Odin, Riccardo Putti, in collaborazione con la ex-Mediateca Regionale Toscana (dal 2010 fusa nella Fondazione Sistema Toscana), Cinema Alessandro VII, Siena
- Fuori Frequenza proiezioni ed incontri a cura del Collettivo Lu_Cia Immagini Appese e Barbara Mottola, quattro incontri: Schegge da Bologna: la strage di Bologna del 2 agosto 1980; Citizen Berlusconi: il primo ministro e la stampa, proiezione del film di Susan Gray e Andrea Cairola ed incontro col giornalista Gianni Barbacetto; Esercito in tempo di pace, proiezione dei film La missione Antica Babilonia e il petrolio di Nassiriya e Inchiesta sulle Servitù militari di Sigfrido Ranucci ed incontro con l'autore; Dedicato alle Resistenze di Candida Tv, proiezione ed incontro con Cristina Petrucci e Antonio Veneziano, Santa Maria della Scala, Siena

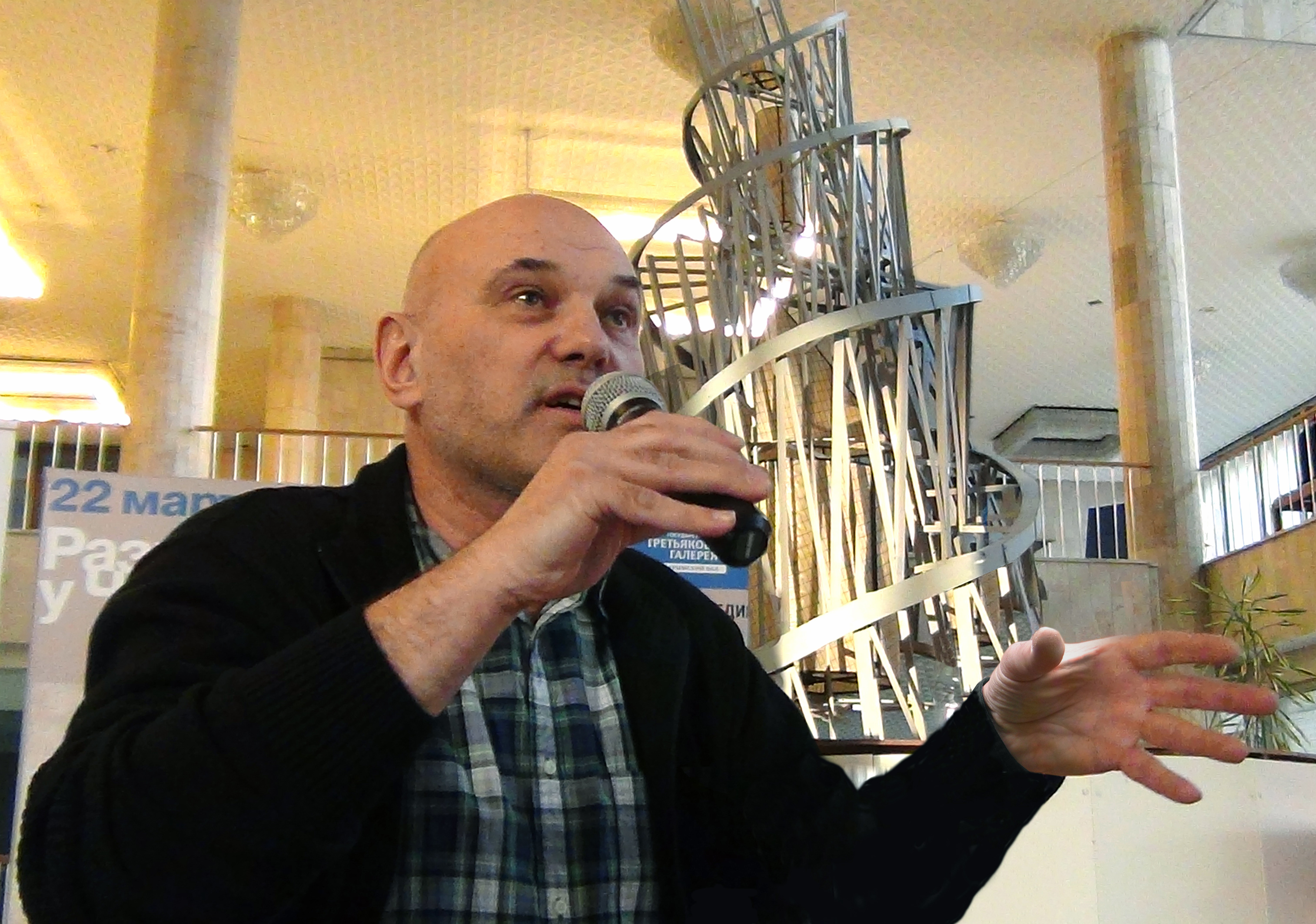
Autoritratto di Andrey Velikanov, 2014

- Ruga Presentazione del magazine e del DVD del collettivo spagnolo Rojo di Barcellona con la partecipazione del direttore artistico Marc Mascort i Boix, Il Castello, Piombino
- L'Autore nudo presentazione del libro di Alessandro Benvenuti, Il Castello, Piombino, e, con l'introduzione del critico Franco Vigni, alla Fiera del Libro per Ragazzi, La Lizza, Siena
- Blender o dell'Utopia presentazione e proiezione del Progetto Orange che, utilizzando il software open source Blender, ha realizzato animazioni in 3D, proposti al festival di animazione Suzanne Award e al SIGGRAPH, a cura di Roberto Dini, Il Castello, Piombino
- Bimbi neri notti bianche proiezione del film di Giobbe Covatta e Giulio Manfredonia realizzato da Mestiere Cinema per AMREF, Il Castello, Piombino
- Andrey Velikanov proiezione di una selezione delle opere dell'artista e filosofo russo, Il Castello, Piombino

2006
- Giornata Euroforum Firenze convegno sul tema Sbarriamo gli occhi - Realtà carceraria fuori e dentro le mura cui hanno preso parte Franco Corleone, Emilio Santoro, Alessandro Margara, Lucia Re, Teatro dei Rozzi, Siena; al convegno era collegata l'assegnazione di un Premio speciale al miglior video sul tema del carcere
- Fuori Frequenza proiezioni ed incontri a cura del Collettivo Lu_Cia Immagini Appese di Giacomo Verde, tre incontri: Invisibili proiezione del film di Tania Pedroni; Ni coupable, ni victime proiezione del film del Collettivo Sexyshock, prodotto durante la Europe Sex Workers Conference di Bruxelles (2005); Souvenir Srebrenica proiezione del film di Roberta Biagiarelli e Luca Rosini, Santa Maria della Scala, Siena
- Liberate Silvia proiezione del film di Giuliano Bugani ed incontro con Silvia Baraldini, prima apparizione in pubblico dopo l'indulto e la scarcerazione avvenuta il 26 settembre, Palazzo Appiani, Piombino[36][37]

2007
- Incontro con Andrea Camerini proiezioni di alcuni corti del comico piombinese del Vernacoliere, Cinema Metropolitan, Piombino
- Fuori Frequenza proiezioni ed incontri a cura del Collettivo Lu_Cia Immagini Appese di Giacomo Verde e Barbara Mottola, tre incontri sul tema La vita quotidiana al tempo del web: Smanettoni creativi proiezione dei corti di Geek-Geek e presentazione del libro Io ? Come diventare videoblogger e non morire da spettatore di Bruno Pellegrini; Innamorarsi in chat proiezione del film E l'amore? The perfect fit di Piergiorgio Gay; Città immateriali proiezione dei corti dell'Accademia di Brera e della NABA - Nuova Accademia di Belle Arti, Milano ed incontro con Antonio Caronia, alla serata era collegata l'esplorazione guidata alla piattaforma virtuale di Second Life, Palazzo Appiani, Piombino

2008
- Vicino al Colosseo c'è Monti proiezione, per la prima volta in Toscana, del documentario di Mario Monicelli, presentato in anteprima alla Mostra del Cinema di Venezia 2008, Cinema Metropolitan, Piombino[38]

2009
- Piombino in Nero presentazione dei libri di Francesca Lenzi, Gabriele Acerbo e Gordiano Lupi sul cinema di genere horror e thriller di Dario Argento, Mario Bava e Lucio Fulci. Proiezione dei film Tenebre di Dario Argento, La ragazza che sapeva troppo di Mario Bava, Quella villa accanto al cimitero di Lucio Fulci, Centro Giovani "Francesco De André", Piombino. Alla serata su Dario Argento ha preso parte il compositore Marco Werba, autore delle musiche del film Giallo, non ancora distribuito nelle sale, che ne ha anticipato i contenuti e mostrato trailers con le sue musiche in anteprima
- Sulle tracce del Futurismo proiezione del documentario di Marco Rossi Lecce (1946-2025), regia di Maurizio Carrassi e Fabio Solimini, ed incontro con Enrico Crispolti, massima autorità mondiale sul Futurismo, e Amedeo Fago, attore, scenografo e regista, Cinema Metropolitan, Piombino

2010
- Proiezione del film Una sconfinata giovinezza di Pupi Avati con una conversazione con il regista bolognese e con i critici e giornalisti Claudio Carabba (1943-2020), Franco Vigni, Fabio Canessa, Cinema Metropolitan, Piombino. In programma anche una ampia retrospettiva del cinema di Pupi Avati;
- Omaggio a Isa Barzizza incontro con l'attrice e proiezione di alcuni frammenti tratti dai suoi film, Cinema Metropolitan, Piombino;
- Omaggio a Corso Salani proiezione di un filmato con i momenti più significativi tratti dai film del regista fiorentino, scomparso il 16 giugno, Cinema Metropolitan, Piombino

2012

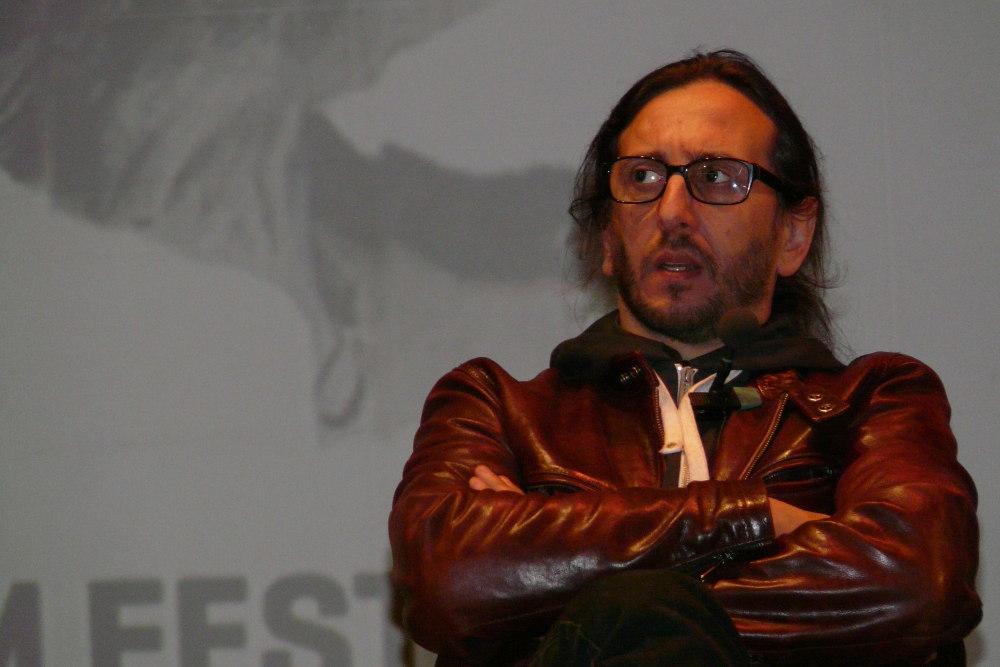
Il regista Daniele Vicari a Visionaria con il film Diaz

- Proiezione del film Diaz di Daniele Vicari cui ha fatto seguito una conversazione con il regista e con i critici e giornalisti Fabio Canessa, Claudio Carabba, Roberto Escobar, Franco Vigni, Cinema Metropolitan, Piombino. In programma anche una retrospettiva dei film di Daniele Vicari
- Nema Problema ovvero come scoprii la guerra rassegna cinematografica e tavola rotonda per i vent'anni della guerra nella ex-Jugoslavia. Tra i film in programmazione Cinema Komunisto di Mira Turajlic, Mostar United di Claudia Tosi e Il segreto di Esma di Jasmila Žbanić, Cinema Metropolitan, Piombino
- Corso di introduzione al linguaggio cinematografico con lezioni di Francesca Lenzi e del regista Francesco Falaschi, Centro Giovani "Francesco De André", Piombino

2013
- Proiezione del film È stato il figlio di Daniele Ciprì ed un incontro con il regista, i critici e il pubblico, Il Rivellino, Piombino

2015
- Performance "Soul Corpus" curata da Francesca Lettieri con gli studenti dell'Università di Siena (assistente Dania Minelli), realizzata in collaborazione con Europe Direct e Dsu nell'ambito del workshop Keep Moving Europe, per l'anno dello sviluppo europeo, Museo del Paesaggio, Castelnuovo Berardenga (SI)
- Confini / Borders, rassegna cinematografica sul tema dei confini, curata da Giuseppe Gori Savellini, con la proiezione dei film: Confini d'Europa: Imatra e Chisinau di Corso Salani, con la partecipazione di Malgorzata Orkiszewska-Salani, Presidente dell'Associazione Corso Salani; Io sto con la sposa di Antonio Augugliaro, Gabriele Del Grande, Khaled Soliman Al Nassiry; La trattativa di Sabina Guzzanti e un video messaggio dell'autrice; Anija - La nave di Roland Sejko con la partecipazione del regista, Teatro Alfieri, Castelnuovo B.ga
- Anteprima del libro PSCP - Piccola ControStoria Popolare di Alberto Prunetti con la partecipazione di Maria Cristina Addis del Centro Omar Calabrese e Antonio Iannello dell'Università di Siena, Museo del Paesaggio, Castelnuovo B.ga

2016
- Arte, Resistenza, Fuga, rassegna con la proiezione dei film: Grozny Blues di Nicola Bellucci, Logbook Serbistan di Želimir Žilnik e Redemption Song di Cristina Mantis, Galleria d'Arte Moderna e Contemporanea Raffaele De Grada, San Gimignano e Teatro Politeama, Poggibonsi[39]

2017
- L'Isola che non c'è presentazione del libro di Maria Cristina Addis, semiologa, con un intervento del giornalista Maurizio Boldrini dell'Università di Siena, Teatro dei Leggieri, San Gimignano
- Human Screen progetto del Dipartimento di Ingegneria dell'Università di Siena con il collegamento e la proiezione di immagini e suoni nei cellulari degli spettatori presenti, Teatro dei Leggieri, San Gimignano

2018
- Storie di baci presentazione del libro di Alessandro Gianetti con Maria Cristina Addis, Sala Tamagni, San Gimignano
- Wonderful losers proiezione del film di Arunas Matelis con la presentazione del produttore Edoardo Fracchia, Sala Tamagni, San Gimignano

## Gli Spettacoli
1996
- Ciné Musique cinema muto con musica dal vivo: proiezione del film Der Golem, wie er in die Welt kam di Paul Wegener, musicisti Romano Pratesi (sax), Stefano Rapicavoli (percussioni), Amedeo Ronga (contrabbasso), Anfiteatro Fortezza Medicea, Siena

1997
- Aisling concerto di musica celtica del gruppo Túatha Dé Danann di Enrico Euron, Santa Maria della Scala, Siena

1998
- La Yumba tango argentino con Barbara Becattini e Massimiliano Terranova, Santa Maria della Scala, Siena
- Canto libero teatro-danza con Sabina Cesaroni, Santa Maria della Scala, Siena
- Cabaret con il Tecnicoro, coro dei tecnici del Teatro Comunale di Firenze, Santa Maria della Scala, Siena

1999
- Cabaret con Anna Meacci, Santa Maria della Scala, Siena
- Doppiaggi celebri film doppiati da Riccardo Pangallo, Santa Maria della Scala, Siena
- I tamburi del Bronx teatro-danza con Sabina Cesaroni, Giusy Merli, Massimo Gelli, Massimiliano Terranova, Santa Maria della Scala, Siena

2000
- Ciné Musique cinema muto con musica dal vivo: omaggio a Edwin Stanton Porter, musicisti Romano Pratesi (sax), Achille Succi (sax), Stefano Rapicavoli (percussioni), Amedeo Ronga (contrabbasso), Santa Maria della Scala, Siena
- Timbri dal mondo concerto per oggetti sonori con Peppe Consolmagno, Santa Maria della Scala, Siena
- Questionario spettacolo teatrale del Teatro d'Almaviva di Firenze, Santa Maria della Scala, Siena
- Sogno di sogni... per incantamento teatro-danza ispirato ai testi di Antonio Tabucchi e Antoine de Saint-Exupéry con Sabina Cesaroni, Santa Maria della Scala, Siena

2001
- La Banda dell'Ortica concerto della prima ed unica Jannacci cover band, Teatro dei Rozzi, Siena
- La donnina che semina il grano concerto di Caterina Bueno, Teatro dei Rozzi, Siena
- Vision Arie concerto del Trio Renoir, studio di musica antica d'insieme, Teatro dei Rozzi, Siena
- Cabaret con Anna Meacci, Teatro dei Rozzi, Siena
- Phrax 99 concerto di musica elettronica, Teatro dei Rozzi, Siena

2002

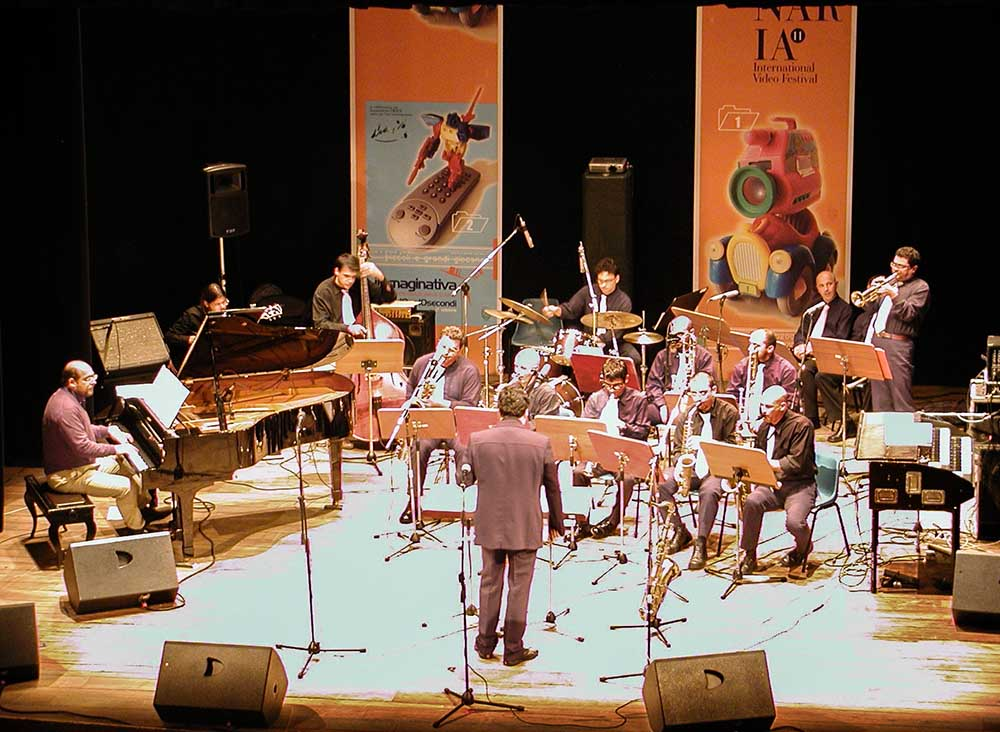
Concerto della Millennium Bug Orchestra, 2002

- Tribute to Oliver Nelson concerto della Millennium Bug Orchestra diretta da Mirko Guerrini, presentazione di Ernesto De Pascale e Franco Caroni, in collaborazione con Siena jazz, Teatro dei Rozzi, Siena
- Grimm 2 spettacolo di Toscana Media Arte con Ornella Esposito, Teatro dei Rozzi, Siena

2003
- I Redattori, un nuovo modo di ridere cabaret con Alfredo Cavazzoni, Daniele Marcori, Giovanni Palanza, Teatro dei Rozzi, Siena
- Improvvisamente, atti o scene in luogo pubblico cabaret con il Teatro d'Almaviva di Firenze, Teatro dei Rozzi, Siena
- I doppiaggi dai film celebri con Riccardo Pangallo, Teatro Puccini, Firenze

2004
- Ciné Musique cinema muto con musica dal vivo: L'erotismo dei bisnonni, le pellicole proibite 1900-1930, musicisti Romano Pratesi (sax), Stefano Rapicavoli (percussioni), Amedeo Ronga (contrabbasso), Teatro dei Rozzi, Siena
- I vicini di casa teatro-danza dedicato al dramma jugoslavo con il gruppo Motus, Teatro dei Rozzi, Siena
- Lampo Viaggiatore memoria ferroviaria per cane viaggiatore, uomini e macchine, da una idea di Ivano Fossati con Francesco A. Di Maggio, Teatro dei Rozzi, Siena

2005
- I Redattori, un nuovo modo di ridere cabaret con Alfredo Cavazzoni, Daniele Marcori, Giovanni Palanza, Saletta C ex Pegaso, Piombino

2006
- Trailer di Aqua teatro-danza dedicato al folle consumo delle risorse del pianeta con il gruppo Motus, Teatro dei Rozzi, Siena

2007
- La Maschera, il viaggio del volto nascosto spettacolo teatrale tra Mito, Commedia dell'Arte, Contemporaneità, a cura del Teatro d'Almaviva di Firenze, Cinema Metropolitan, Piombino

2008
- Storie istantanee cabaret di improvvisazione di Improteatro con le indicazioni del pubblico, Cinema Metropolitan, Piombino

2009
- Vision.Eros video danza del gruppo Motus, Cinema Metropolitan, Piombino

2010
- Madness danza del gruppo Soul of Dance, Cinema Metropolitan, Piombino
- Memories of Broadway musical dell'omonima compagnia, Cinema Metropolitan, Piombino
- Looking back di David Freeman concerto per vibrafono di Raffaele Collazzo e Mexican Murales di Thomas Brown concerto per marimba di Samuel Baldi, Cinema Metropolitan, Piombino

2012
- Omaggio a Nanuk l'esquimese (1922) proiezione del film di Robert Flaherty in occasione del 90º anniversario del primo documentario della storia del cinema con accompagnamento musicale dal vivo del trio Ciné Musique (Romano Pratesi, Stefano Rapicavoli, Amedeo Ronga), Cinema Metropolitan, Piombino

2016
- Sostantivo plurale danza del gruppo Motus, Galleria d'Arte Moderna e Contemporanea Raffaele De Grada, San Gimignano
- I canti di migrazione e d'esilio concerto del trio De' Soda Sisters, Sala Corman, Teatro Politeama, Poggibonsi

2017
- Performance della "Compagnia per Ranza", diretta da Alessandro Bianchi, con laboratorio teatrale all'interno del carcere di Ranza a San Gimignano. A seguire la proiezione del cortometraggio "Con i suoi occhi" per la regia di A. Bianchi, Teatro dei Leggieri, San Gimignano

## La Mediateca di Siena
Nel Dicembre 1998 l'Associazione Culturale Visionaria dette vita alla Mediateca del Cortometraggio con lo scopo di catalogare e rendere fruibili i corti raccolti di anno in anno, provenienti dal festival e dalle attività collegate. A partire dal 2001 iniziò a raccogliere anche lungometraggi frutto di donazioni di collezionisti e amanti del cinema.
Nel 2003 la Mediateca del Cortometraggio cambiò nome e divenne Mediateca di Siena nella nuova sede del complesso museale di Santa Maria della Scala, diventando parte integrante della ex-Mediateca Regionale Toscana. Presso la Mediateca di Siena ebbero sede le segreterie dei festival Visionaria e Campo e Controcampo costituitasi nel 2012.
La Mediateca di Siena, al momento della chiusura, era dotata di un catalogo consultabile online che conteneva 4.700 cortometraggi e 8.091 lungometraggi e documentari.
Con delibera della Giunta Municipale n. 221 dell'8 giugno 2017, la Mediateca fu chiusa provvisoriamente in attesa della sistemazione dei locali nel Complesso di San Marco, prevista come sede definitiva, anche se dubbi e perplessità non furono mai scacciati, come del resto riporta la stampa cittadina. Il 27 luglio 2017, in seguito all'interrogazione del consigliere di minoranza Campanini, l'assessora Francesca Vannozzi affermò che la Mediateca fu chiusa per il "venir meno" del protocollo d'intesa costituito nel 2003 tra Università di Siena, Comune di Siena, Mediateca Regionale Toscana e Visionaria, in attesa di costituire un nuovo polo di corti e lungometraggi presso il San Marco ma senza specificare tempi e modalità ulteriori.
La nuova amministrazione di destra del sindaco Luigi De Mossi, sul piano organizzativo, all'inizio del 2019, accorpò la Mediateca nella stessa struttura di cui facevano parte la Biblioteca Comunale degli Intronati e l'Archivio Storico del Comune, privandola però dei locali del Complesso del San Marco. La gestione della Mediateca, il personale assegnato, i locali e gli archivi: tutto ciò non è mai comparso nella pagina del sito web del Comune relativa alla Biblioteca, ma solo un cenno in quella della struttura apicale, ed è totalmente assente nel sito stesso della Biblioteca Comunale.

## FuoriFuoco, rassegna dei giovani registi italiani
Nel 2008 prese vita il progetto Fuori Fuoco, con lo scopo di dare visibilità ai troppi film, realizzati da giovani talenti italiani, in molti casi premiati in vari festival, anche stranieri, che non trovano la via delle sale cinematografiche e finiscono nell'oblio. Ideato e diretto da Tiziana Tarquini, nella rassegna trovarono spazio, tra gli altri, film come Riparo di Marco Simon Puccioni, Le ferie di Licu di Vittorio Moroni, Cover-boy di Carmine Amoroso. Il programma della rassegna dedicò inoltre sia una retrospettiva a Paolo Sorrentino che un convegno al tema "Cinema e Distribuzione" cui presero parte, oltre ad alcuni dei registi presenti nel corso della rassegna, anche Gianluca Arcopinto, Paolo Benvenuti, Roberto Barzanti ed altri.
Il successo della rassegna, convinse l'Associazione a continuare l'esperienza, portandola d'estate nelle piazze dei comuni di Siena e della provincia, affidandone la cura a Giuseppe Gori Savellini. Nel 2010, Fuori Fuoco 2 venne presentato a Monteriggioni, Sovicille e Chiusi con film quali Monstar United di Claudia Tosi, Cosmonauta di Susanna Nicchiarelli, Dieci inverni di Valerio Mieli, quasi sempre alla presenza dei registi. La terza edizione (2011) si tenne a Monteriggioni e a Siena con film come Fughe e approdi di Giovanna Taviani, Pietro di Daniele Gaglianone, Questo mondo è per te di Francesco Falaschi, anche questa volta alla presenza dei registi e dei produttori.
Nel 2012 ebbe luogo la 4ª edizione a Monteriggioni e Castelnuovo B.ga con film: Io sono Li di Andrea Segre, Il paese delle spose infelici di Pippo Mezzapesa, Freakbeat di Luca Pastore, Corpo celeste di Alice Rohrwacher, L'era legale di Enrico Caria, alla presenza dei registi, produttori ed attori, tra cui quella di Renzo Rossellini, ottenendo notevole partecipazione di pubblico.
Nel 2013 la 5ª edizione fu incorporata con la XXI edizione del festival Visionaria (vedi).
La 6ª edizione di FuoriFuoco aprì i battenti nell'estate del 2014 nelle piazze di Monteriggioni e Castelnuovo B.ga con i film Piccola patria di Alessandro Rossetto, Spaghetti Story di Ciro De Caro, Zoran - Il mio nipote scemo di Matteo Oleotto, Il sud è niente di Fabio Mollo, sempre con la partecipazione di alcuni registi ed attori.
Visto il successo delle precedenti edizioni, Visionaria decise di dare vita alla 7ª edizione, questa volta con il sottotitolo Oltre il senso del luogo. La rassegna si tenne a Castelnuovo B.ga, Monteriggioni e Siena nel mese di agosto 2015. Nelle piazze vennero proiettati In grazia di Dio di Edoardo Winspeare, La foresta di ghiaccio di Claudio Noce, Neve di Stefano Incerti, Fino a qui tutto bene di Roan Johnson.
Tra i film in programmazione a Siena, presso il Foyer del Teatro dei Rinnovati vanno ricordati Una nobile rivoluzione di Simone Cangelosi, Sarajevolution di Rocco Riccio, Short Skin di Duccio Chiarini, Anime nere di Francesco Munzi alla presenza di alcuni registi, attori e produttori.
Divenuto un appunto fisso dell'estate, l'8ª edizione ebbe luogo, con il sottotitolo Il mestiere dell'attore, nelle piazze di Monteriggioni, San Gimignano, Castelnuovo B.ga e Siena nel mese di agosto 2016. Tra i film in programma, alla presenza dei registi, attori e produttori, Banat - Il viaggio di Adriano Valerio, Pecore in erba di Alberto Caviglia, L'attesa di Piero Messina, I milionari di Alessandro Piva, Suburra di Stefano Sollima, Alaska di Claudio Cupellini, Cloro di Alberto Sanfelice. L'edizione si caratterizzò anche per gli omaggi a David Bowie, scomparso il 10 gennaio, e a Buster Keaton nel 50º anniversario della morte. L'omaggio a David Bowie si tenne a San Gimignano la notte delle stelle cadenti (10 agosto) con una serata di musica, immagini e degustazioni. A Buster Keaton furono dedicate due serate nel Castello di Monteriggioni, entrambe con proiezioni dei suoi film muti con musica dal vivo: improvvisazioni jazz con il trio Ciné Musique, composto da Romano Pratesi, Amedeo Ronga e Stefano Rapicavoli, e musica elettronica con The Somnambulist.
La 9ª edizione, dal titolo La voglia matta 2017, si tenne nelle piazze di San Gimignano, Sovicille, Castelnuovo B.Ga e Monteriggioni con la proiezione, tra gli altri, dei film: Indivisibili di Edoardo De Angelis, La pelle dell'orso di Marco Segato, La stoffa dei sogni di Gianfranco Cabiddu, Il padre d'Italia di Fabio Mollo, Sicilian Ghost Story di Fabio Grassadonia e Antonio Piazza. Come di consueto alla presenza dei registi ed attori, i film sono stati preceduti dalla proiezione dei corti vincitori del festival.
Nel 2018, la 10ª edizione, ha visto la proiezione dei film L'uomo con la lanterna documentario di Francesca Lixi, Tito e gli alieni di Paola Randi, Easy - Un viaggio facile facile di Andrea Magnani, L'ordine delle cose di Andrea Segre alla presenza dei produttori, registi ed attori nelle piazze di Sovicille, San Gimignano e Castelnuovo B.ga.
L'11ª edizione del 2019, intitolata Il nuovo che avanza, tenutasi a Castelnuovo B.ga, per la direzione artistica affidata a Franco Vigni, vide la proiezione dei film Tutte le mie notti di Manfredi Lucibello e La terra dell'abbastanza di Damiano e Fabio D'Innocenzo.
Nel 2020 non si sono tenute edizioni di Fuori Fuoco a causa del Covid.
Nel 2021, la 12ª edizione estiva, denominata "Il nuovo cinema italiano", fu affidata alla direzione di Antonio Barone e Franco Vigni e venne realizzata in collaborazione con l'Associazione John Belushi di Agrigento, presentando i film: Spaccapietre dei fratelli Gianluca e Massimiliano De Serio, intervenuti a presentare il loro film, Dolceroma di Fabio Resinaro, Bangla di Phaim Bhuiyan, con un collegamento online con il regista, Effetto domino di Alessandro Rossetto, con la partecipazione dell'attrice Maria Roveran, che peraltro già in passato aveva preso parte al festival, Nevia di Nunzia De Stefano, con la partecipazione e l'intervista alla sceneggiatrice Chiara Atalanta Ridolfi. In appendice, alla manifestazione, ebbe luogo la rievocazione per i 40 anni dall'uscita del capolavoro di Mario Monicelli, alla presenza dell'attore Giorgio Gobbi che nella pellicola impersona Ricciotto, il celebre film Il Marchese del Grillo, sul quale Gobbi ha scritto il libro "S'è svejatooo!" per rievocarne la lavorazione Le proiezioni si tennero a Sovicille, Castelnuovo Berardenga e Gaiole in Chianti.
"Qui & Ora" è stato il titolo della 13ª edizione 2022, per la direzione di Antonio Barone, in collaborazione con l'Associazione John Belushi di Agrigento, con la proiezione dei film Cùntami di Giovanna Taviani e Piccolo corpo di Laura Samani con la partecipazione della protagonista Celeste Cescutti. In appendice, in occasione dei 30 anni di Amici miei - Atto IIº di Mario Monicelli, dopo la proiezione del film, Duccio Barlucchi intervistò Fabrizio Borghini (1947-2023), autore del volume "Cari Amici Miei". L'edizione si svolse a Castelnuovo Berardenga.

## Altri eventi
Nel 2011, Visionaria dette vita all'Edizione del Festival Internazionale del Documentario, Ulassai Film Fest, ad Ulassai, nell'Ogliastra, in Sardegna, con il sostegno della Regione per la direzione artistica di Mauro Tozzi. La giuria, composta tra gli altri da Antioco Floris, docente di cinema all'Università di Cagliari, e Paolo Piquereddu, Presidente dell'Istituto superiore regionale etnografico della Sardegna (ISRE), assegnò il premio al film This is my Land... Hebron di Giulia Amati e Stephen Natanson, finalista ai David di Donatello e ai Nastri d'Argento 2011. Tra i cortometraggi, si aggiudicò il premio L'arbitro di Paolo Zucca. In programma, oltre al concorso, la retrospettiva dell'artista sarda Carolina Melis, il concerto del gruppo Bentesoi, il laboratorio di introduzione al documentario rivolto agli studenti e "Paesaggi di famiglia", raccolta delle immagini di famiglia della gente dell'Ogliastra.
Nel 2012, in collaborazione con Vernice Progetti Culturali del MPS, Visionaria organizzò la rassegna cinematografica Ciak Si Manara, nell'ambito della mostra Le Stanze del Desiderio di Milo Manara al Santa Maria della Scala di Siena. La rassegna, oltre a La voce della luna di Federico Fellini di cui Manara aveva disegnato il manifesto, presentò film che per assonanza mostravano sequenze di erotismo, attraverso film di Walerian Borowczyk, Peter Greenaway, Liliana Cavani ed altri.
Nello stesso anno, Tiziana Tarquini partecipò al convegno La cultura e la catastrofe, promosso ed organizzato dalla compagnia di danza Motus, con la collaborazione della Regione Toscana, del Comune e dell'Università di Siena. Il tema del convegno si incentrò sulla memoria delle catastrofi naturali, come il terremoto dell'Aquila del 2009, ma anche delle guerre come quella dei Balcani. Tarquini presentò in anteprima il festival Cineterra, una produzione di Visionaria. Cineterra ebbe luogo a Monteroni d'Arbia con la proiezione dei film Di mestiere faccio il paesologo di Andrea D'Ambrosio, che nel 2012 ricevette il Premio Rossellini quale miglior documentario, Non chiamarmi terremoto di Beba Gabanelli, Anno 2018: verrà la morte di Giuliano Bugani e Salvatore Lucchese, Arrivederci a Taranto di Roberto Paolini. I registi presero parte alle serate e al convegno assieme ai rappresentanti della web tv modenese fuori.tv con il progetto "Fuori dal terremoto".
Con la collaborazione dell'Università di Siena, nel 2013 prese vita Siena.Doc (prove generali di) Stati generali del documentario italiano. La rassegna comprese film quali Che strano chiamarsi Federico di Ettore Scola, Anija - La nave di Roland Sejko, Nadea e Sveta di Maura Delpero, alla presenza dei registi. Nel corso delle tre giornate della rassegna, Claudia Tosi e Rocco Riccio presentarono i loro "lavori in corso". Al termine delle proiezioni si svolse la tavola rotonda sul tema. Il concorso, riservato ai documentari, fu vinto dal film The art of super 8 di Camillo Valle.
Nel 2013 la Fratelli Alinari di Firenze e il Museo Galileo con la partecipazione della Regione Toscana, del Comune e di partner, nell'ambito delle manifestazioni di "Festival d'Europa 2013", promosse una giornata dedicata al linguaggio fotografico contemporaneo, dal titolo Visivi. Alla tavola rotonda, suddivisa in varie sezioni, venne invitato anche Mauro Tozzi, in rappresentanza di Visionaria, per raccontare l'esperienza di organizzatore legata a Senza Obiettivo, prima mostra di fotografia stenopeica internazionale in Europa, svoltasi a Siena nel 2002. Introduzione: Filippo Camerota del Museo Galileo (dal 2021 direttore scientifico). Moderatore: Dominique Stroobant.
Visionaria, nel 2017, in collaborazione con il Premio Mattador di Trieste, promosse, da un'idea di Giuseppe Gori Savellini e Giulio Kirchmayr, Visioni in Movimento, una manifestazione per ri/scoprire luoghi vicini a noi, come ad esempio la Via Francigena e di altre zone italiane, ma anche con lo scopo, tramite un bando di concorso, di selezionare i progetti di due aspiranti filmaker per realizzare brevi opere audiovisive. Prese così il via la 1ª edizione della cosiddetta "scuola di cinema senza sedie" perché realizzata, assieme a dei tutor (registi, sceneggiatori, compositori, montatori ecc.), che avrebbero seguito il lavoro degli aspiranti registi lungo il percorso, tra San Gimignano e Siena. I lavori sarebbero stati poi presentati nel corso dei rispettivi festival. Il successo dell'iniziativa venne ripetuto tra la fine dell'anno e l'inizio del successivo per una seconda edizione, questa volta il percorso prescelto si spostò tra Trieste ed Aquileia. Nell'estate 2018 ebbe luogo la 3ª edizione, ancora sulla Francigena, questa volta fino a San Quirico d'Orcia.
Visioni in Movimento divenne un appuntamento fisso, con una propria organizzazione, tra San Gimignano e Trieste, al quale dal 2019 Visionaria fece da partner tra le varie collaborazioni. Con la 7ª edizione 2021 cessò ogni rapporto con Visionaria.
Nel 2018 il laboratorio di danza promosso dalla Compagnia di danza Motus, che previde la partecipazione di giovani provenienti da Azerbaigian, Burkina Faso, Cile, Cina, Colombia, Gambia, Giappone, Guinea, Italia, Nigeria, Pakistan, Russia, Senegal e Turchia, si focalizzò sul concetto della comune identità umana, al di là delle provenienze geografiche che, anzi, avrebbero potenzialmente rappresentato un arricchimento culturale. Dal laboratorio nacque nel 2019 lo spettacolo In-Flussi per la coreografia e la regia di Simona e Rosanna Cieri con il finanziamento della Regione Toscana e del Ministero del lavoro e delle politiche sociali e la collaborazione, oltre a Visionaria che si occupò delle riprese e della realizzazione del film omonimo, di vari enti ed associazioni tra cui l'Università per stranieri di Siena e Oxfam Italia Intercultura. Lo spettacolo trovò spazio a Castelnuovo B.ga, Siena, cui seguirono altre località.
Con la ripresa delle attività estive post-Covid, nel 2021 Visionaria partecipò, assieme ad Arci-Punto 8, presso l'omonimo bosco, a Cinegeggiano, 3 serate dedicate a Corso Salani, un omaggio al regista fiorentino, prematuramente scomparso nel 2010, con la proiezione di Palabras e Imatra e in qualità di attore de Il muro di gomma di Marco Risi, alla presenza del regista, del produttore dei film Gianluca Arcopinto e della moglie Malgorzata Orkiszewska, presidente dell'associazione a lui dedicata.
Nel corso dell'anno prese il via la collaborazione con l'associazione Le Bollicine di Siena sulla disabilità e venne messo a punto il progetto Riesco Ovunque - Cinema per Tutti, dedicato ai non udenti e ai non vedenti che, grazie a proiezioni sottotitolate e ad app gratuite come MovieReading per i non vedenti, fu possibile seguire tutti gli audiovisivi. I film prescelti furono: La pazza gioia di Paolo Virzì e Figli di Giuseppe Bonito. I luoghi per le proiezioni furono Monticchiello, il Cinema Garibaldi a Poggibonsi e l'area verde del Tribunale di Siena. L'operazione fu possibile grazie anche al sostegno della Fondazione Monte dei Paschi di Siena e di altre realtà locali.

## Galleria d'immagini

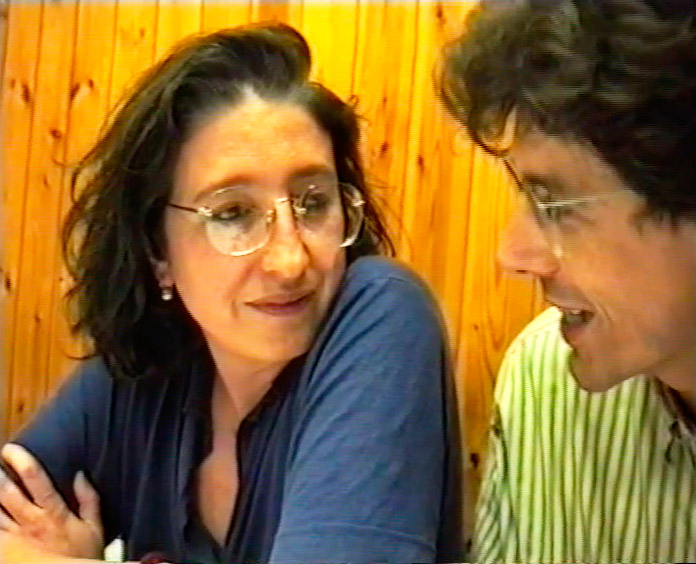
1996. La giornalista Guia Croce di Blob in giuria. Immagine tratta dal video di Renzo Barbetti
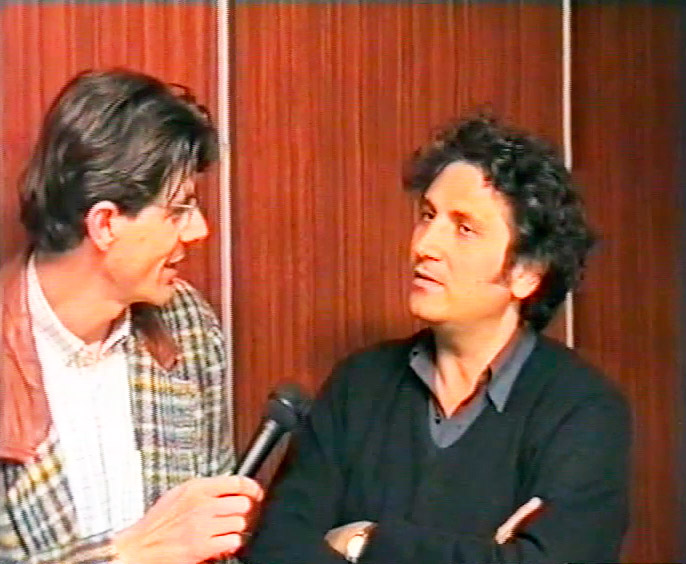
1997. Il regista Giuseppe Ferlito in giuria. Immagine tratta dal video di Renzo Barbetti
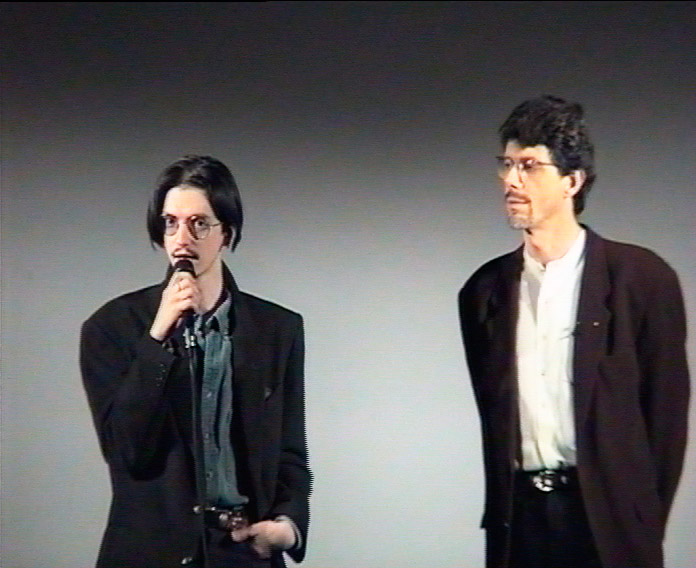
1998. Il videoartista Alessandro Amaducci sul palco del festival con Duccio Barlucchi. Immagine tratta dal video di Renzo Barbetti
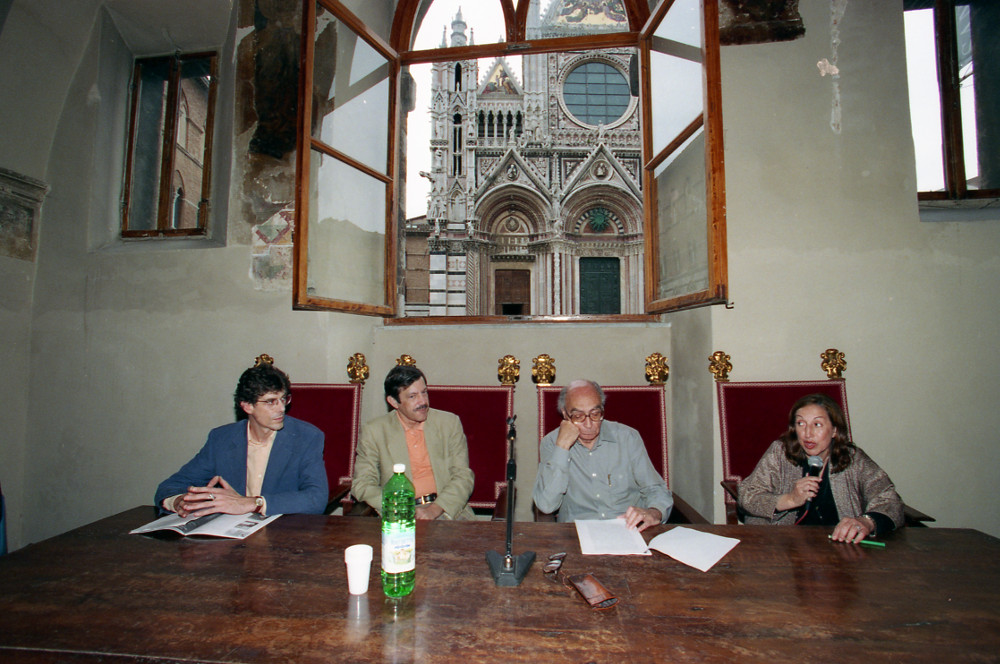
1999. José Saramago durante la conferenza al Santa Maria della Scala. In foto: Duccio Barlucchi, Omar Calabrese, direttore del museo, e Fatima Braga De Matos
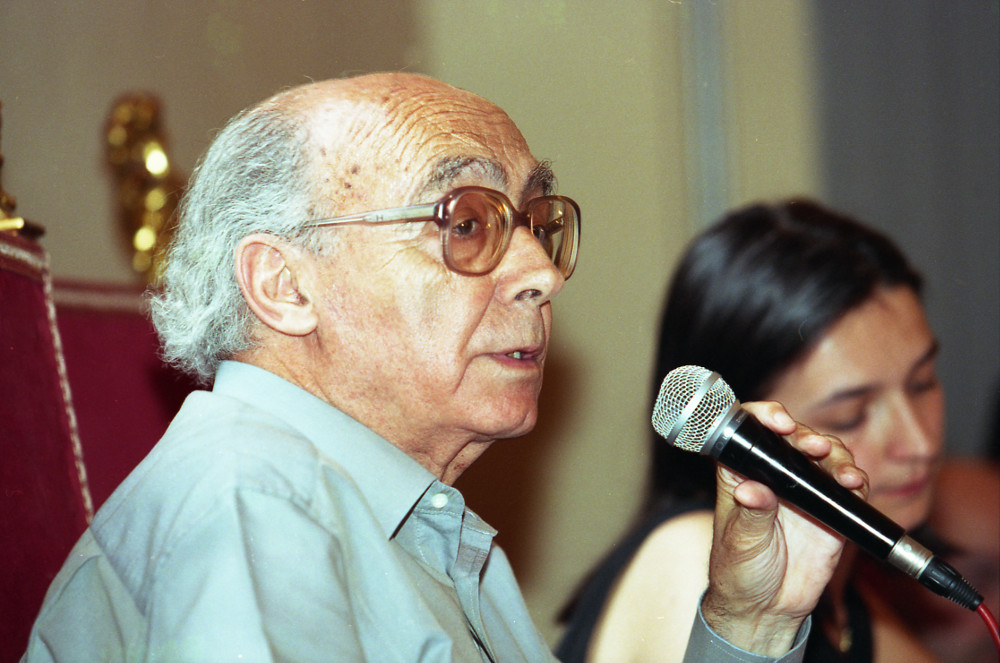
José Saramago in conferenza
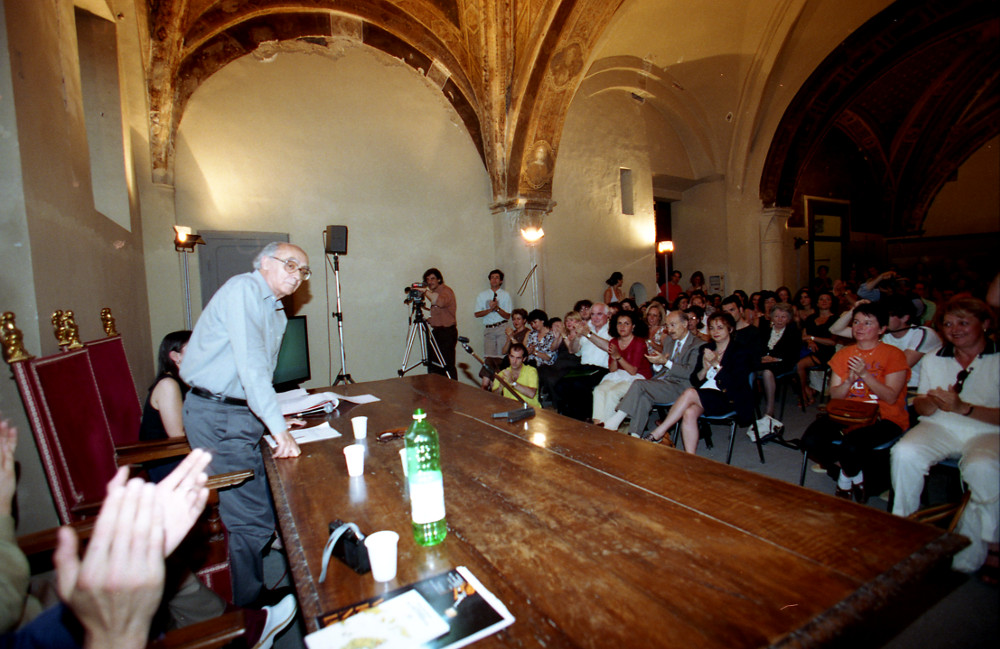
José Saramago al termine della conferenza
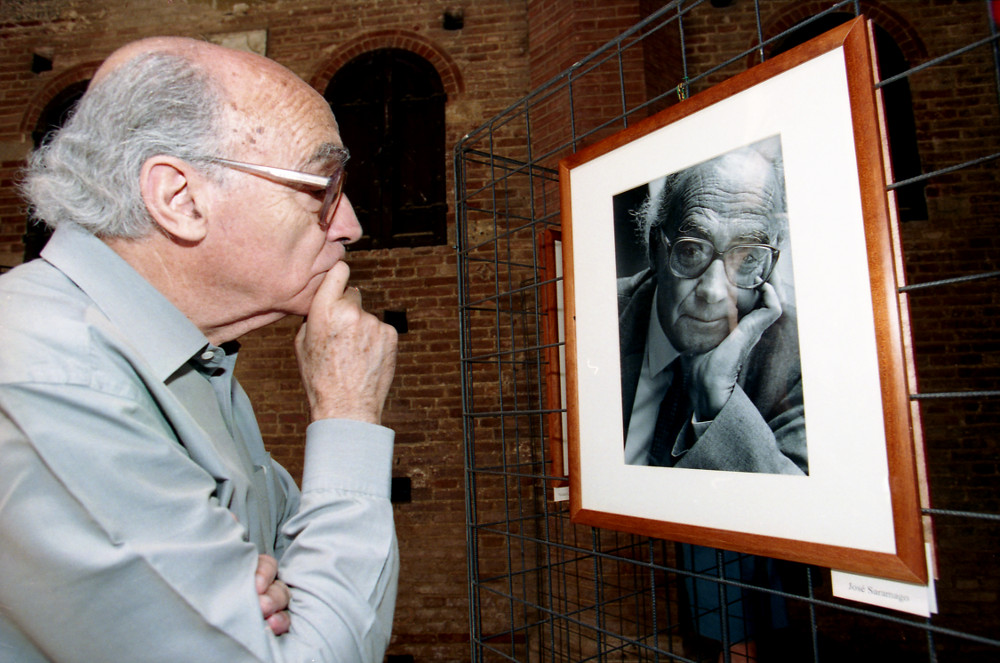
José Saramago guarda un suo ritratto in una mostra fotografica allestita nel cortile del Podestà, Palazzo Pubblico
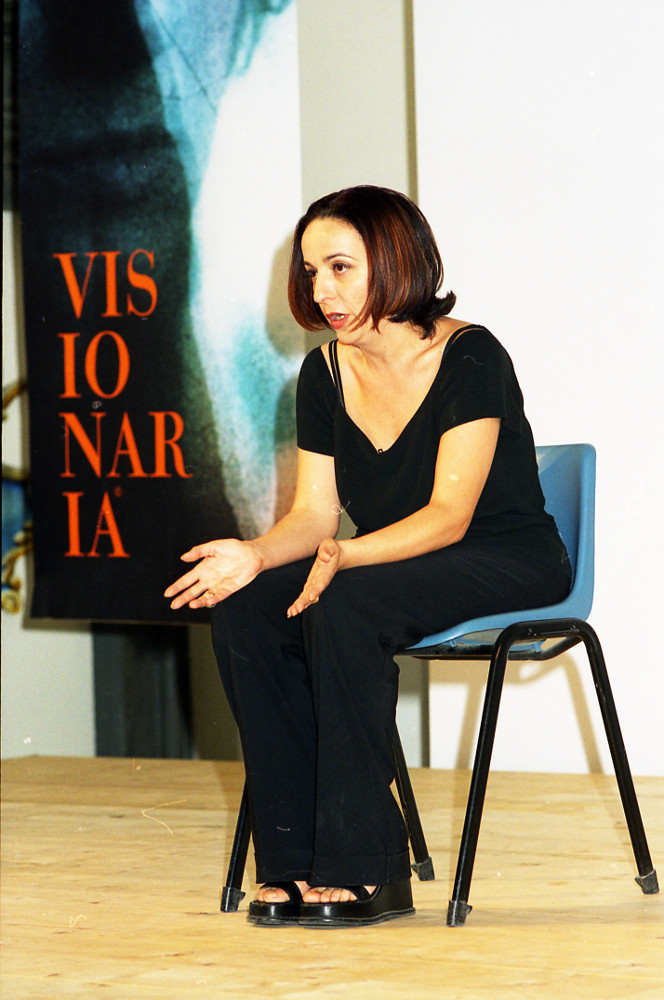
1999. La cabarettista Anna Meacci sul palco
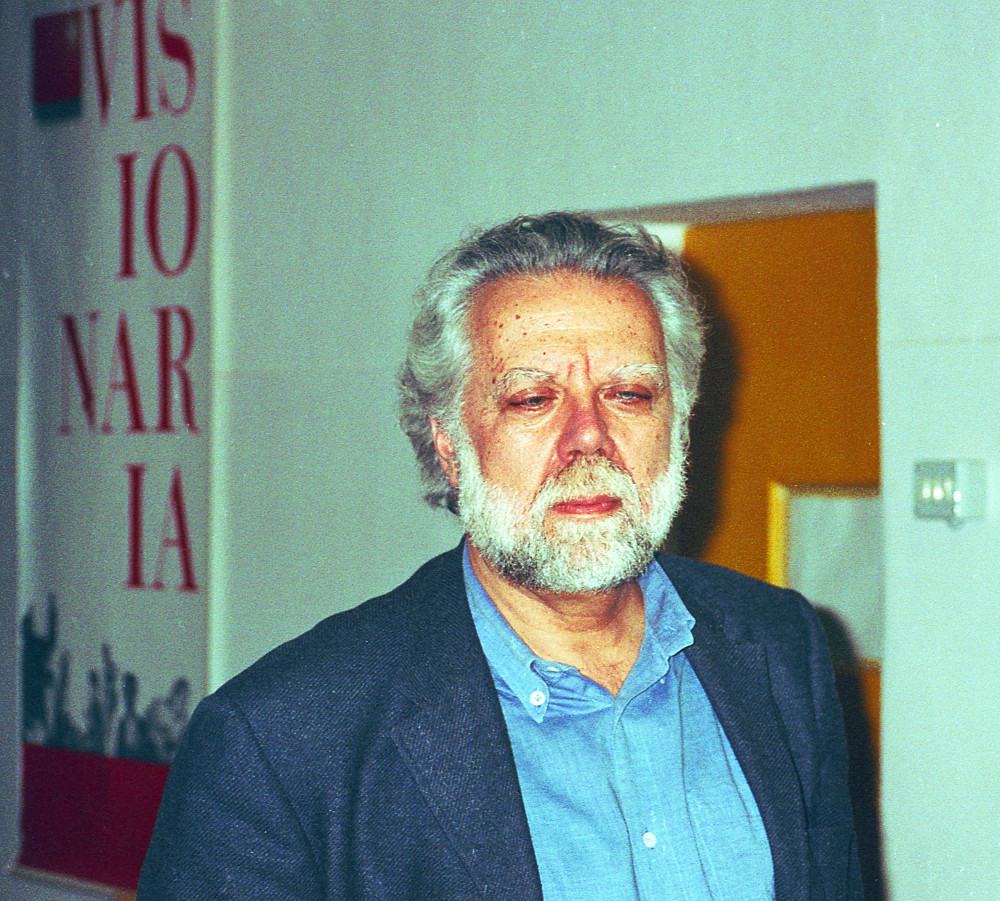
1999. Sergio Staino in giuria
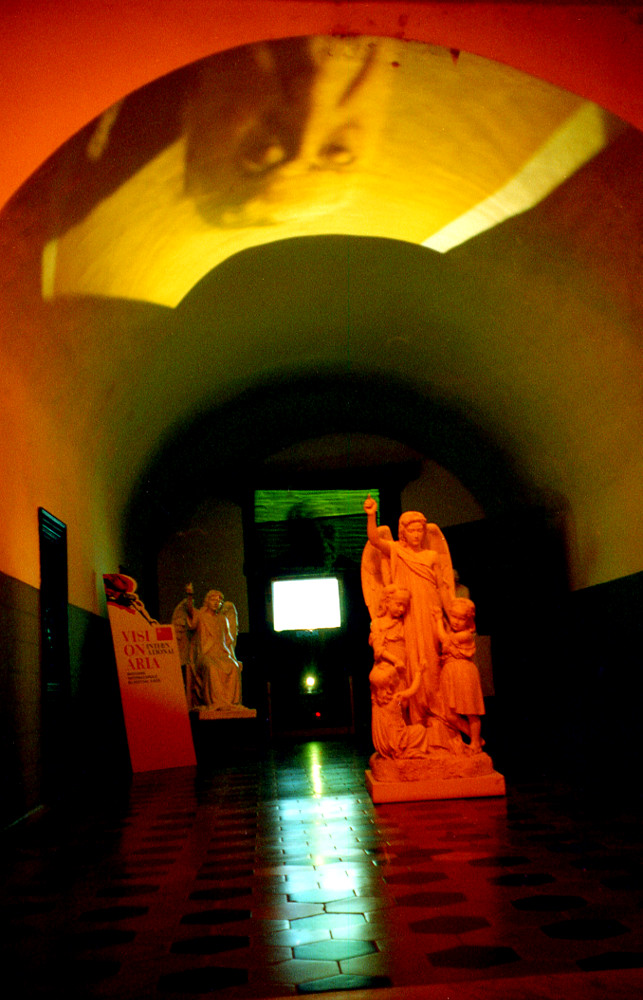
Santa Maria della Scala, 2000. L'ingresso alle due mostre di Pino Modica: "Trash" e "Interni". In primo piano i gessi di Tito Sarrocchi
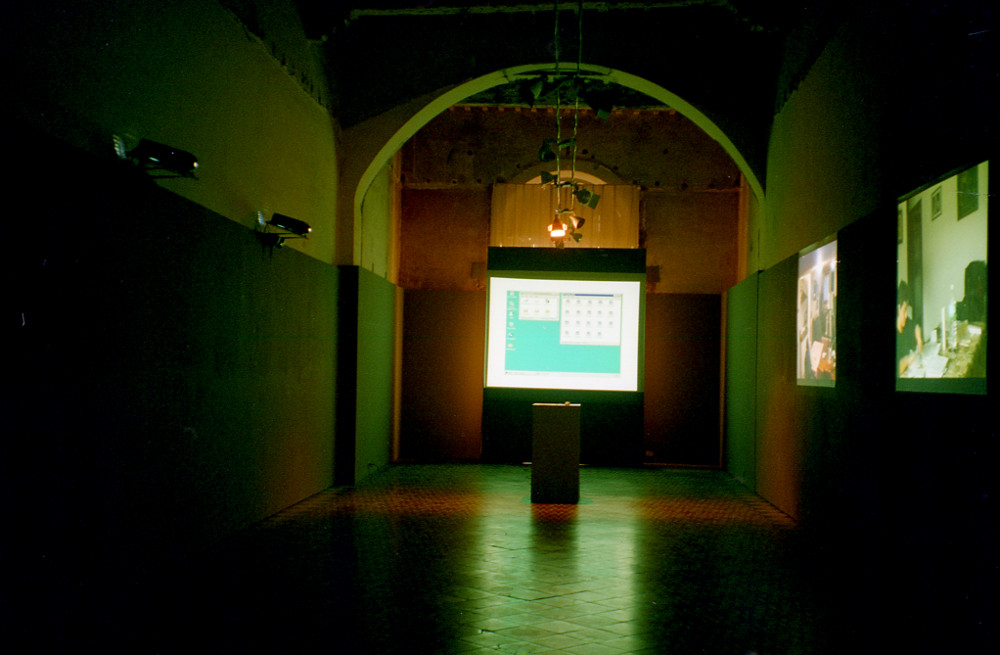
Le due mostre di Pino Modica: "Trash" e "Interni"
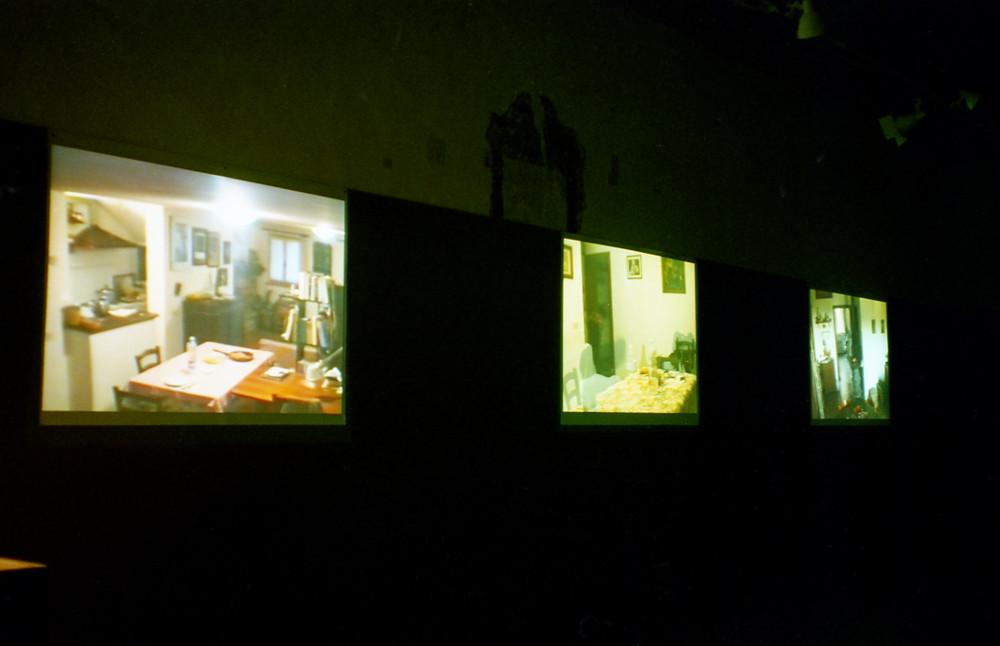
La mostra "Interni" di Pino Modica
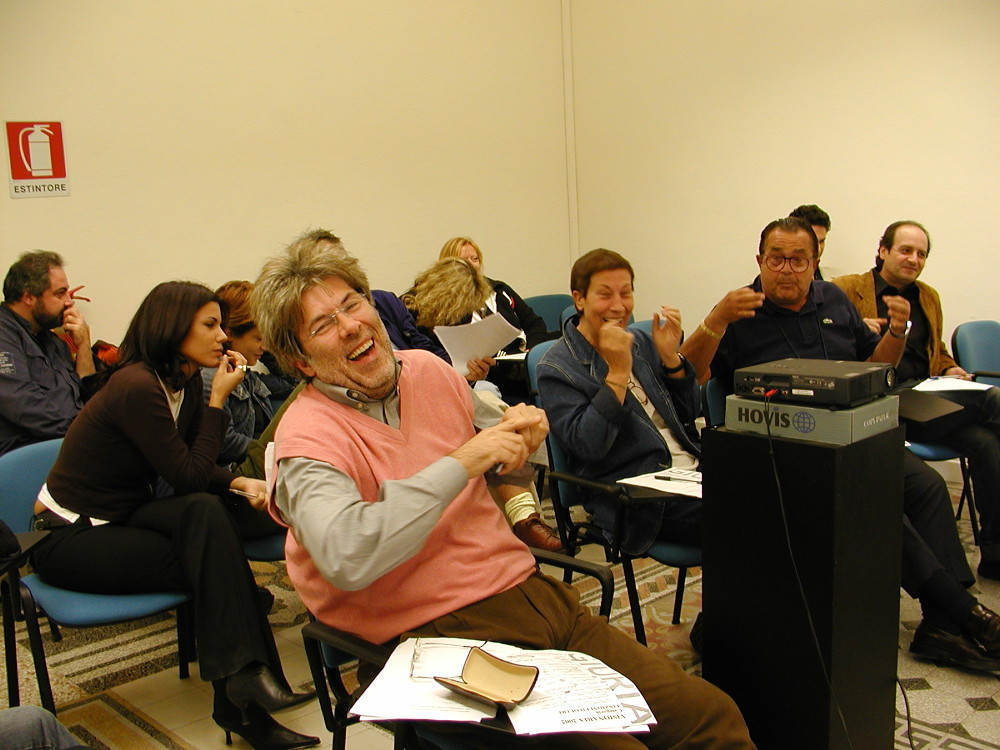
2002. Un momento della riunione della giuria. In primo piano Alessandro Benvenuti
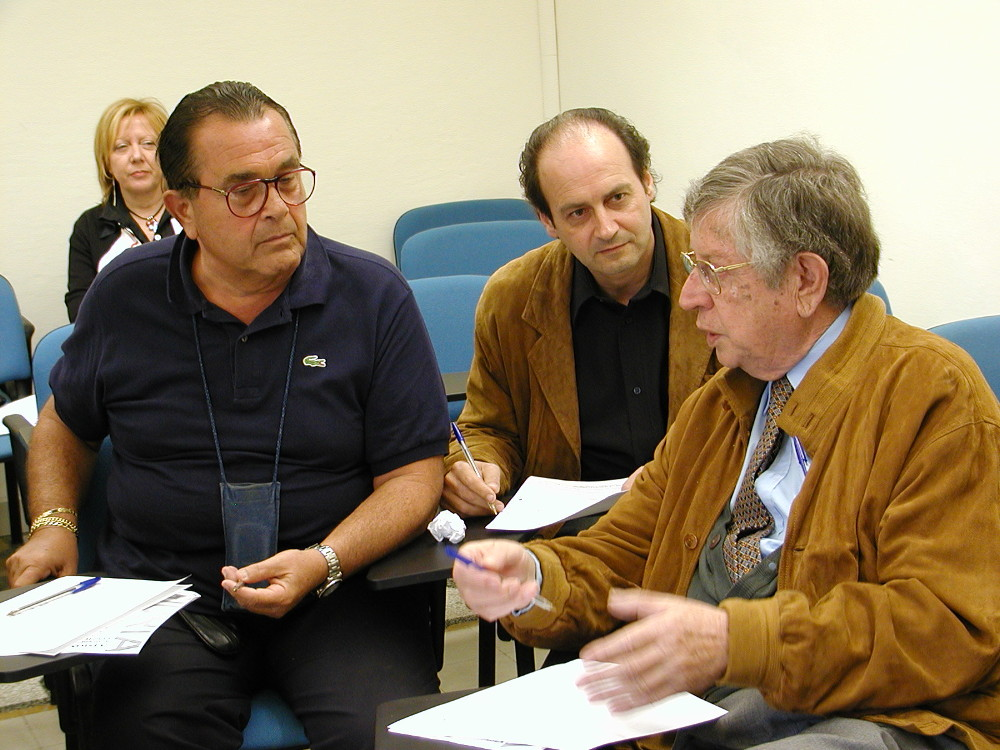
I giurati Gerardo D'Andrea, Pino Modica e Sergio Micheli
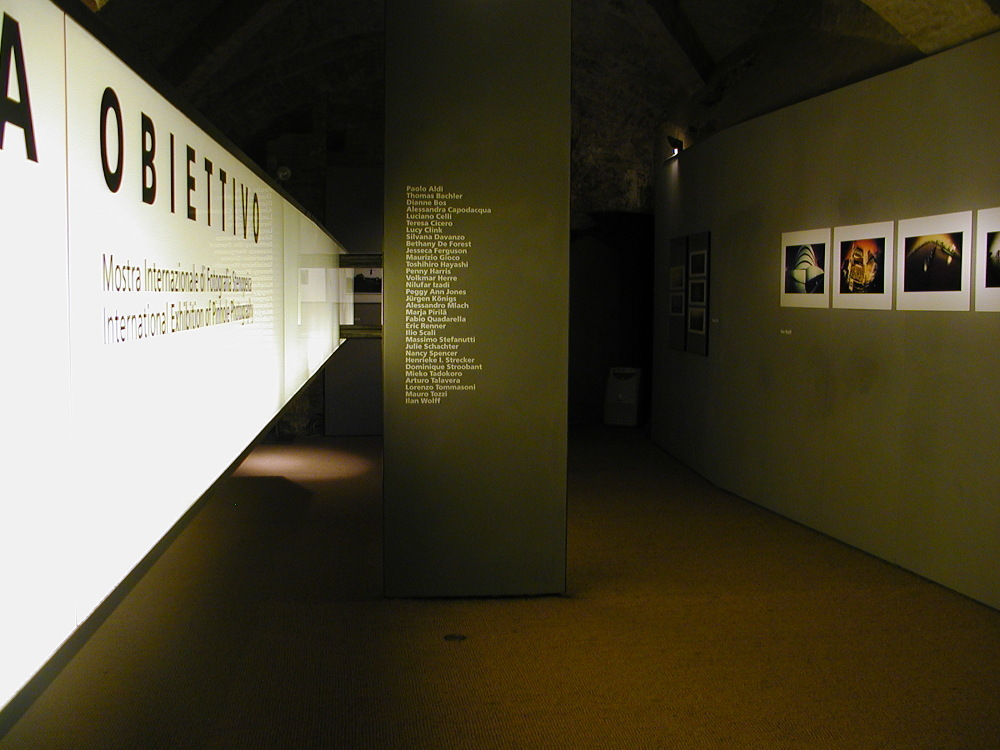
Santa Maria della Scala, 2002. L'ingresso alla mostra "Senza Obiettivo, rassegna internazionale di fotografia stenopeica"
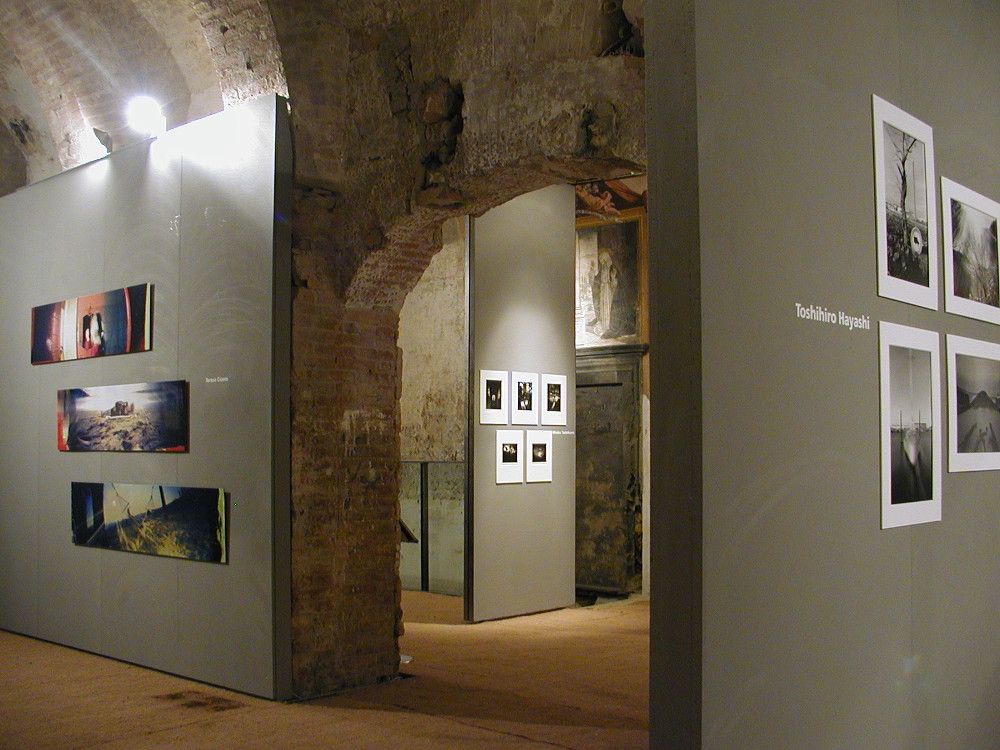
Immagini della mostra "Senza Obiettivo, rassegna internazionale di fotografia stenopeica"
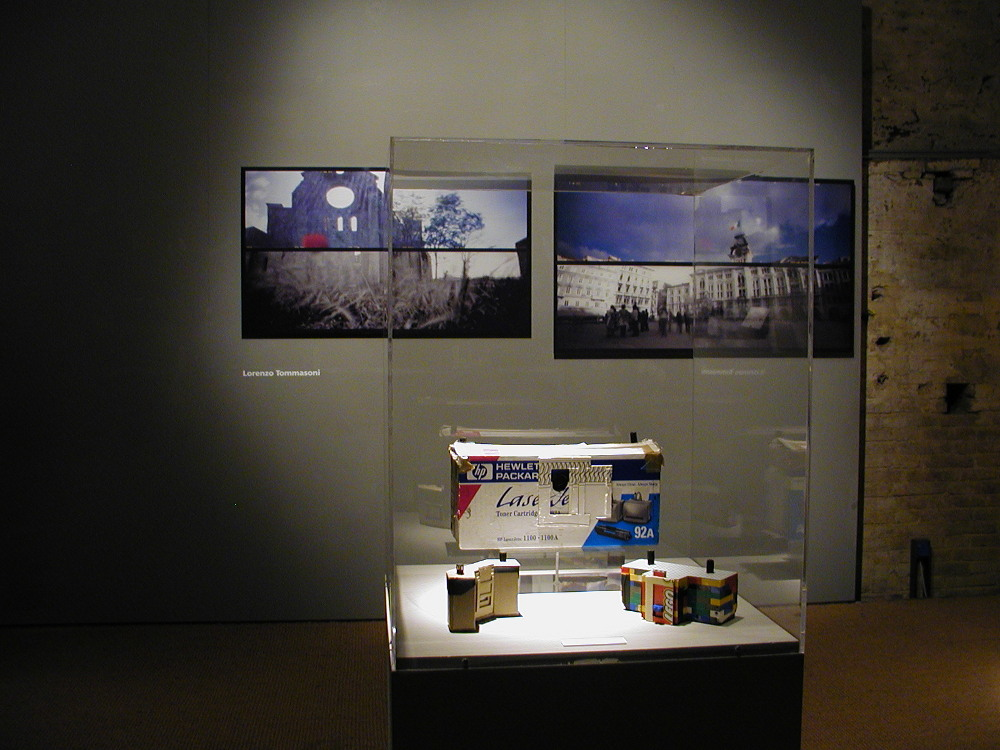
Alla mostra "Senza obiettivo" alcune delle "macchine fotografiche" autocostruite
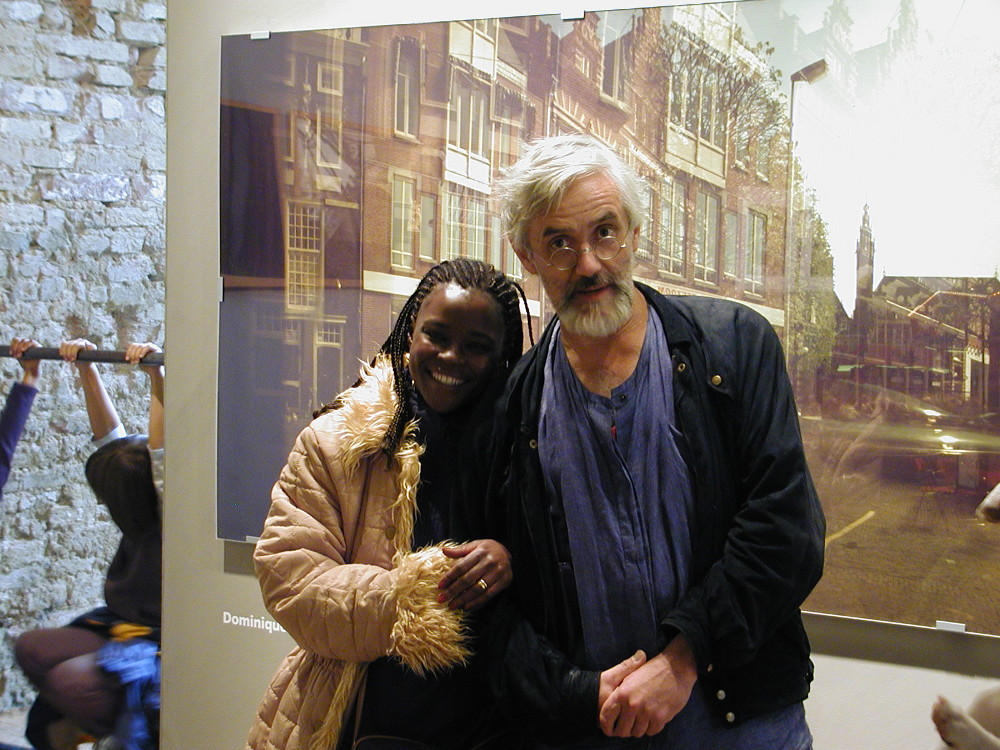
Dominique Stroobant. Alle spalle la sua gigantografia stenopeica in mostra
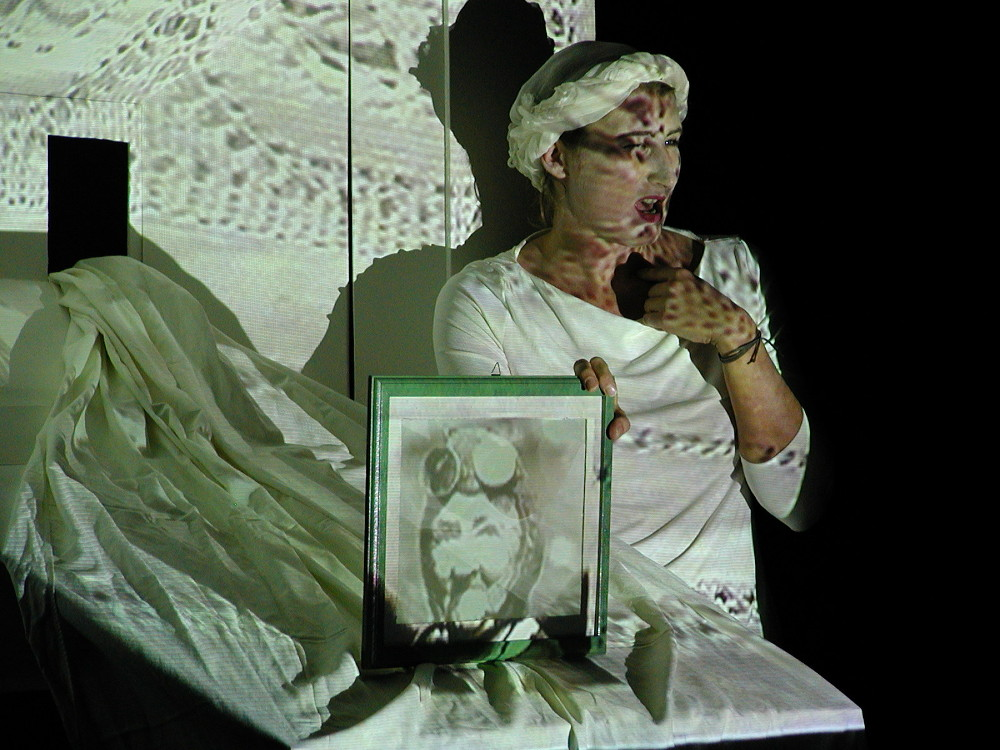
2002. Ornella Esposito in un momento dello spettacolo "Grimm 2"
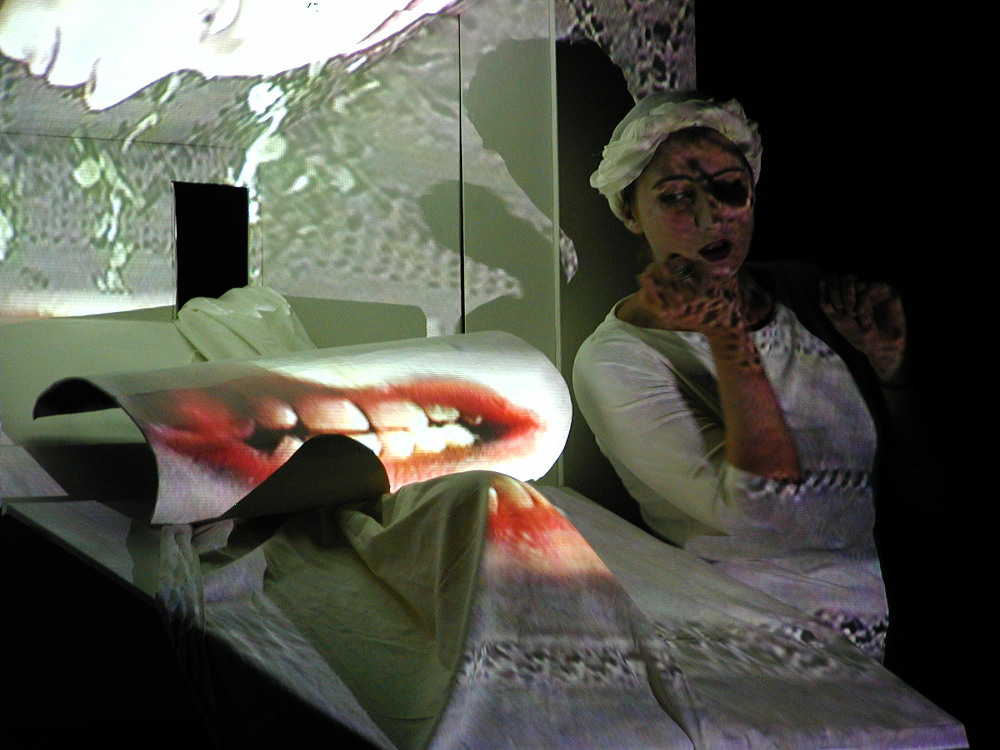
Un momento dello spettacolo "Grimm 2"
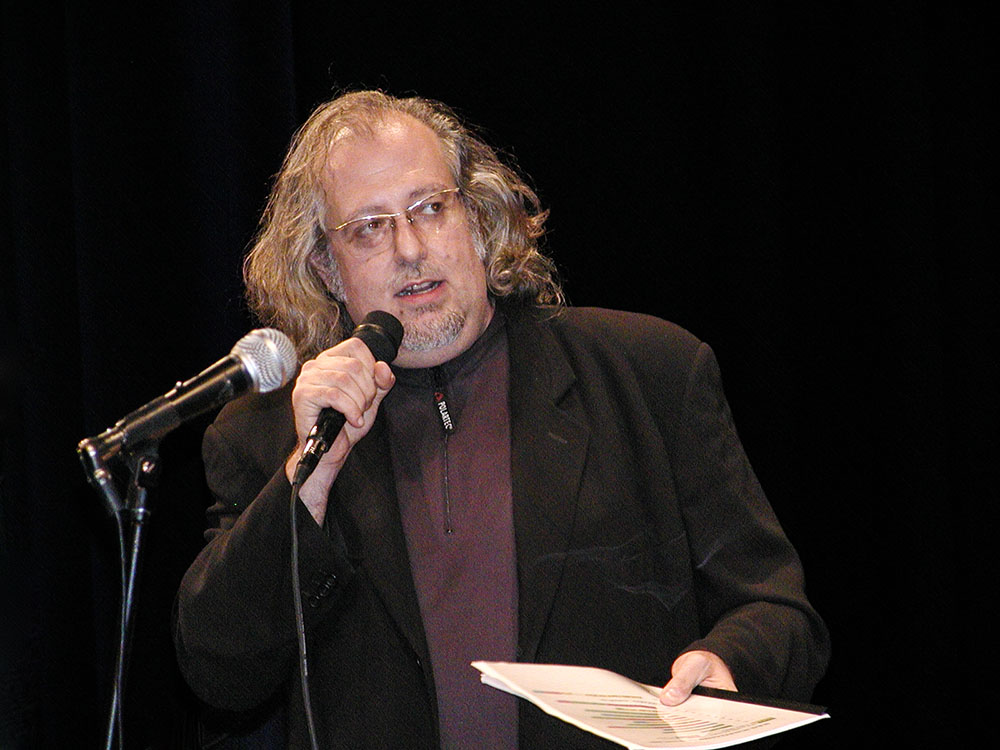
2002. Ernesto De Pascale presenta il concerto della Millennium Bug Orchestra di Siena Jazz, diretta da Mirko Guerrini
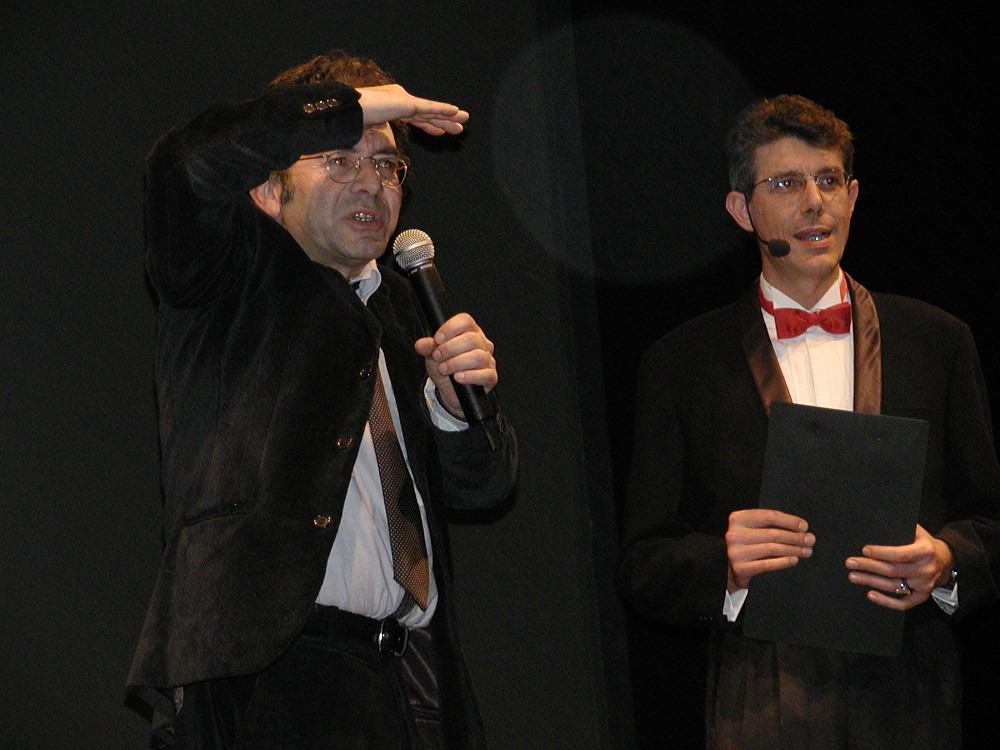
2003. Riccardo Pangallo con Duccio Barlucchi sul palco
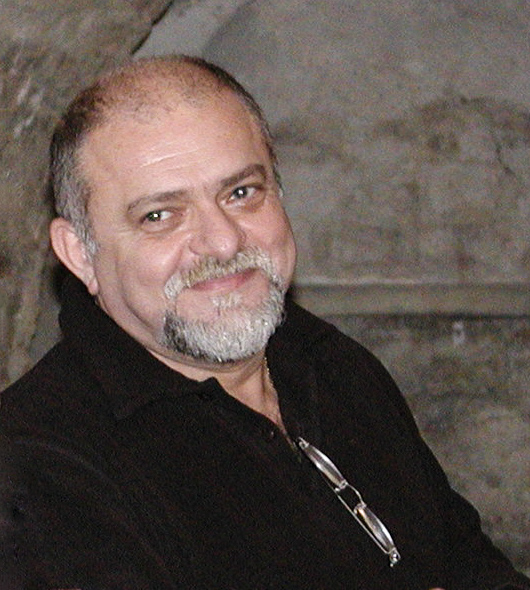
Il pittore bulgaro Slav Bakalov presenta la sua personale al Santa Maria della Scala
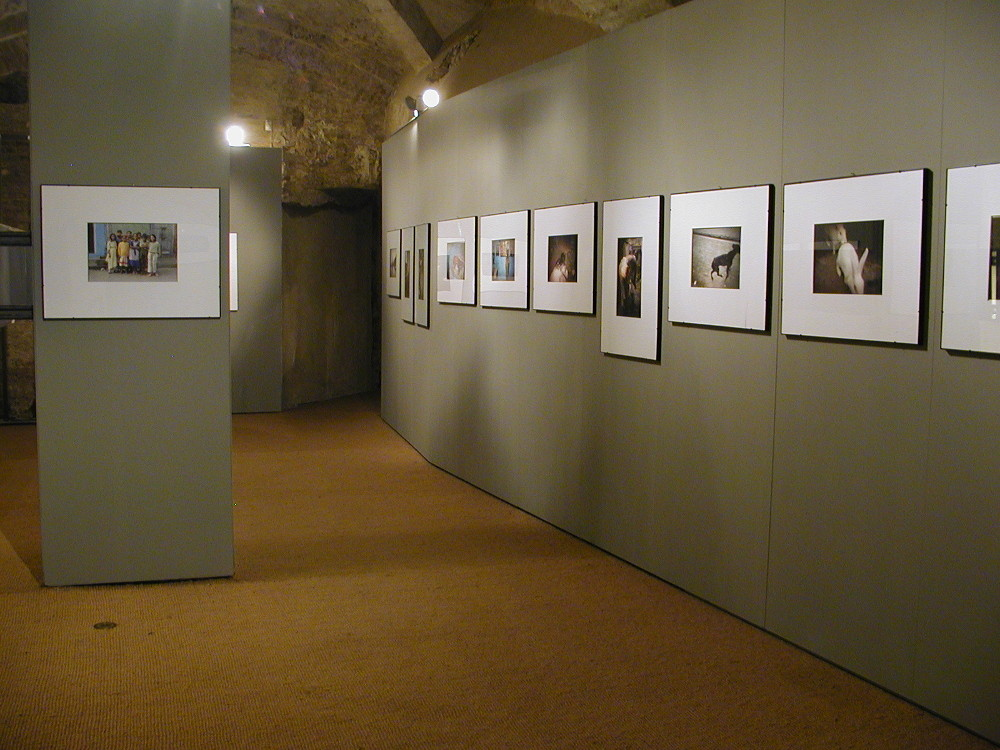
Immagini dalla mostra "Born into Brothels - Nati nei bordelli"
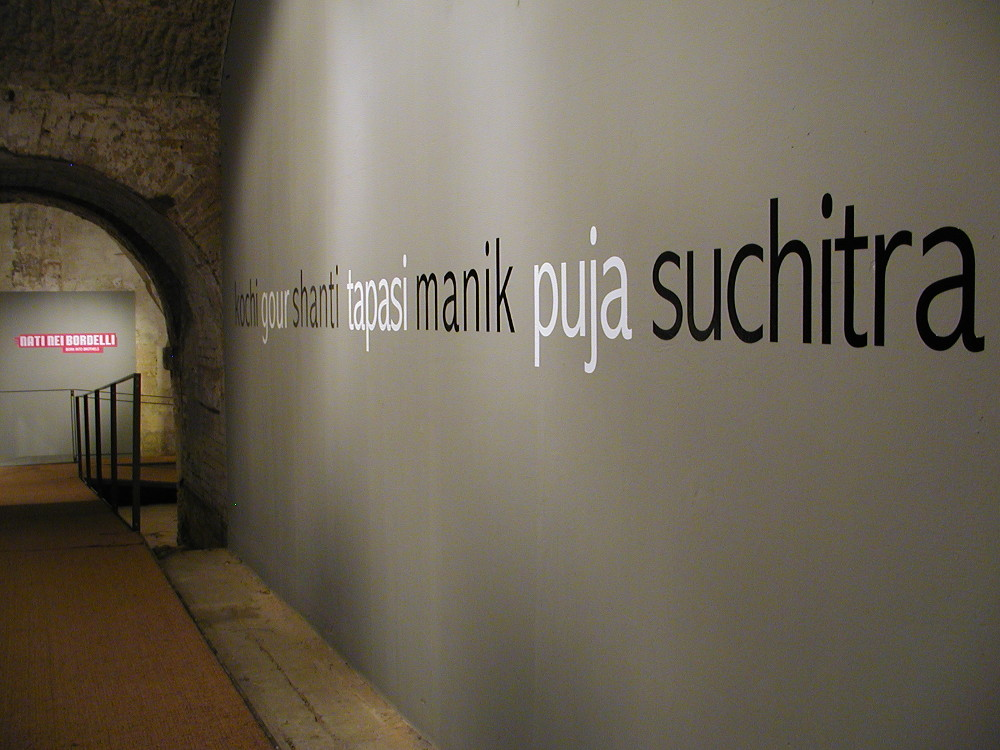
I nomi dei bambini fotografi nella mostra "Born into Brothels - Nati nei bordelli"
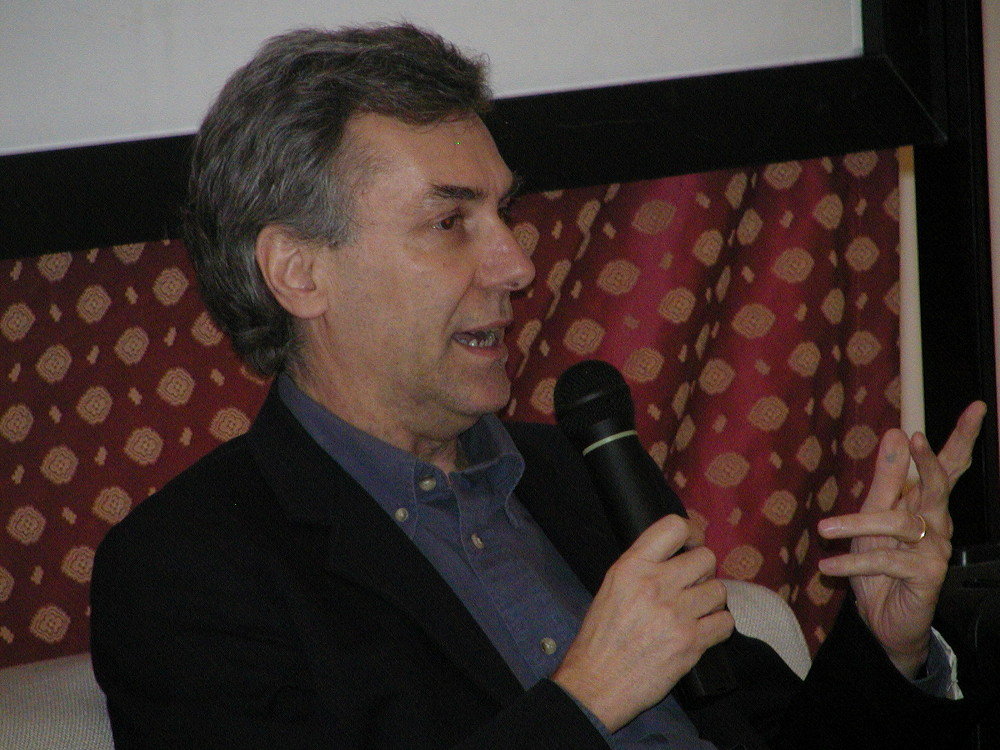
2005. Incontro con Gianni Barbacetto dopo la proiezione del film Citizen Berlusconi
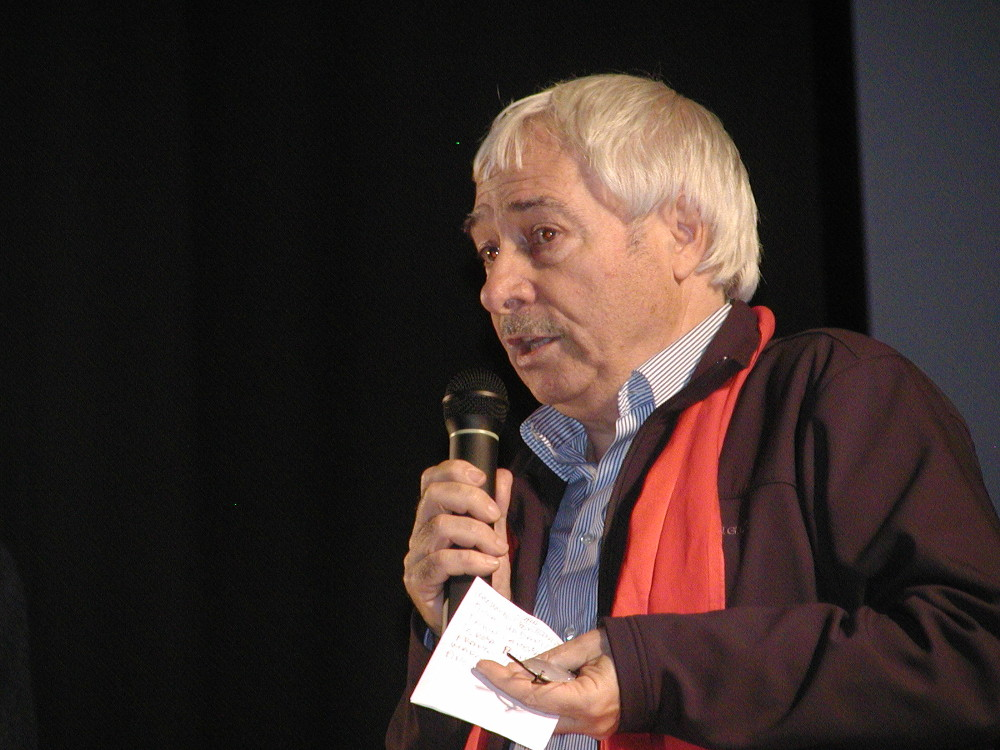
2006. Luciano Tovoli in giuria
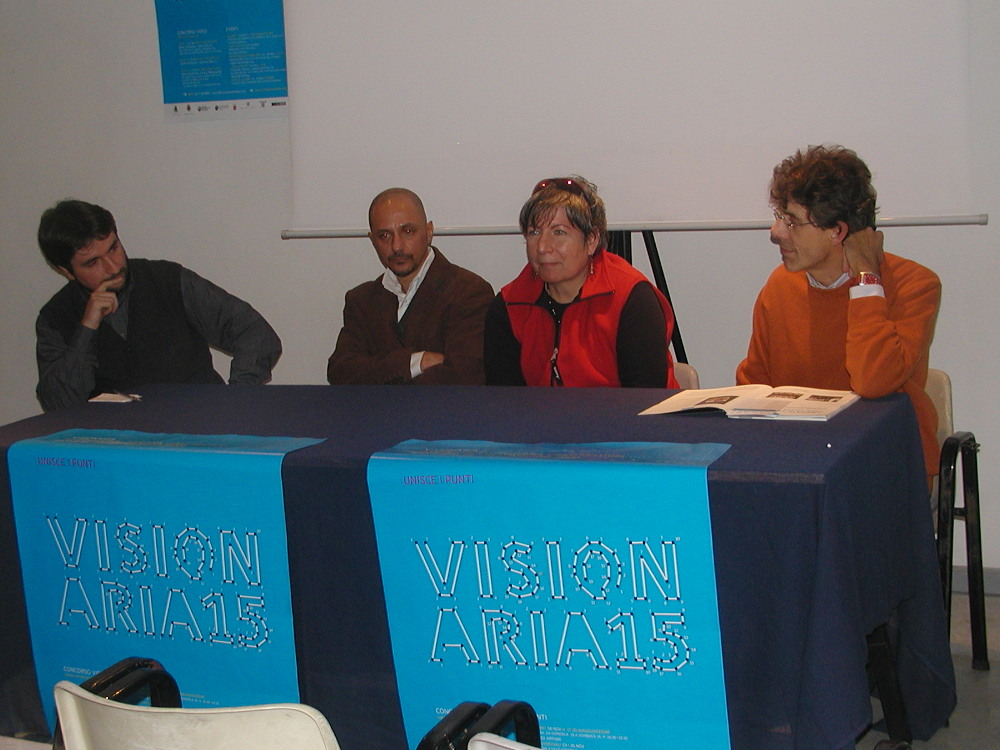
2006. Incontro con Silvia Baraldini dopo la proiezione del film "Liberate Silvia" di Giuliano Bugani
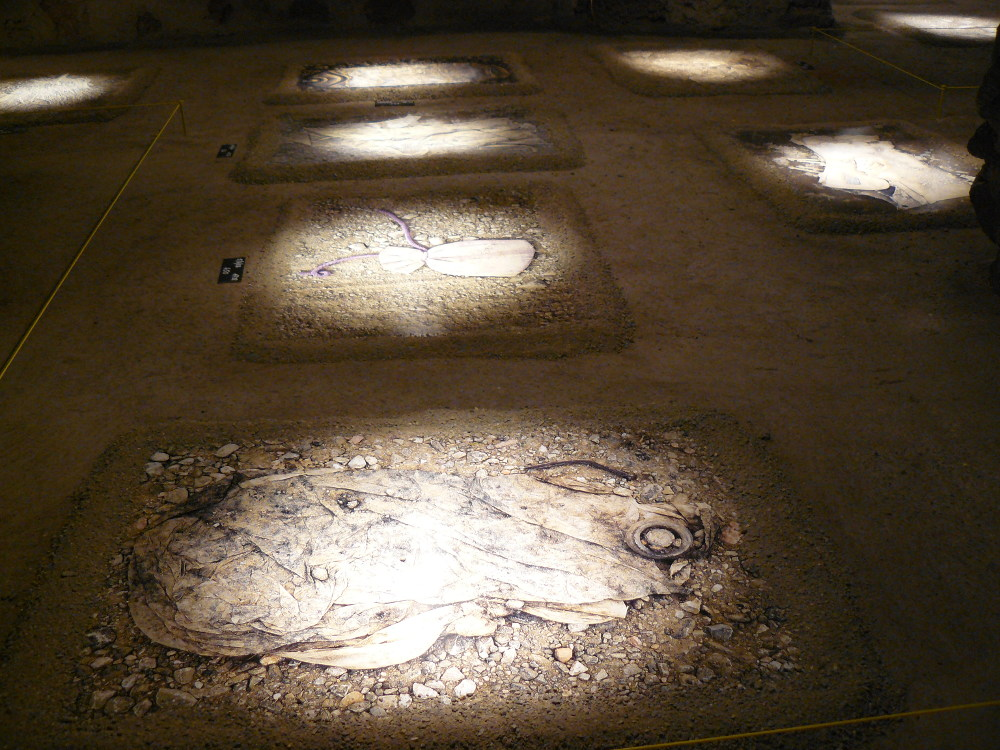
2007. La mostra "Quando la Terra era piatta" di Riccardo Del Fa, Palazzo Appiani, Piombino
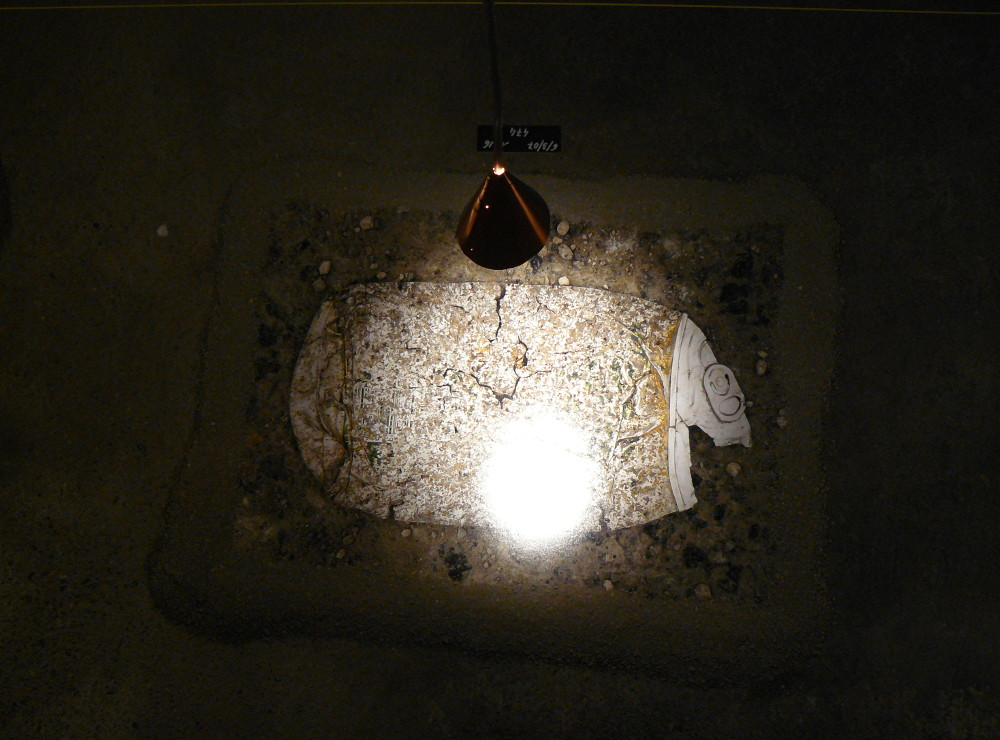
Un'opera di Riccardo Del Fa nella mostra "Quando la Terra era piatta"
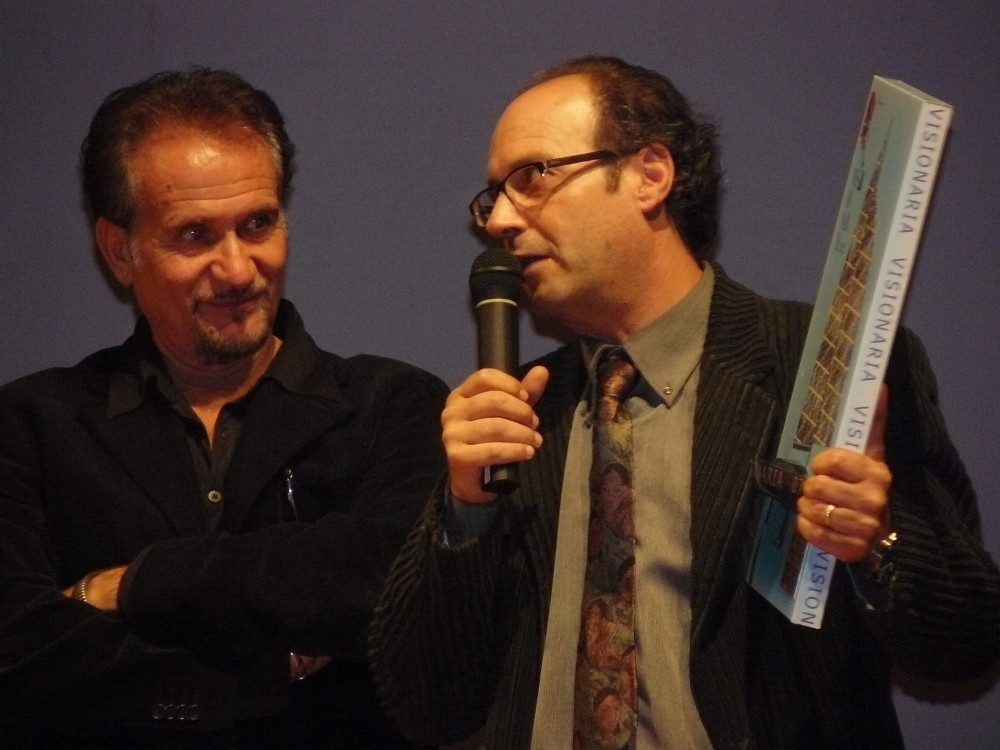
2007. Ugo Chiti e Pino Modica sul palco con la targa per i vincitori
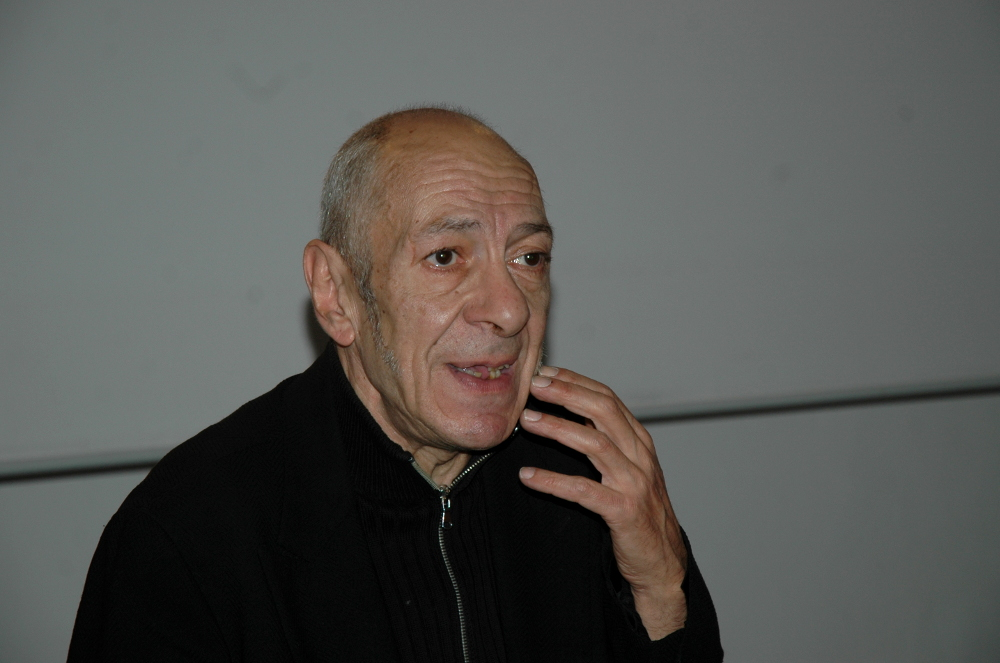
2007. Incontro con Antonio Caronia dell'Accademia di Brera
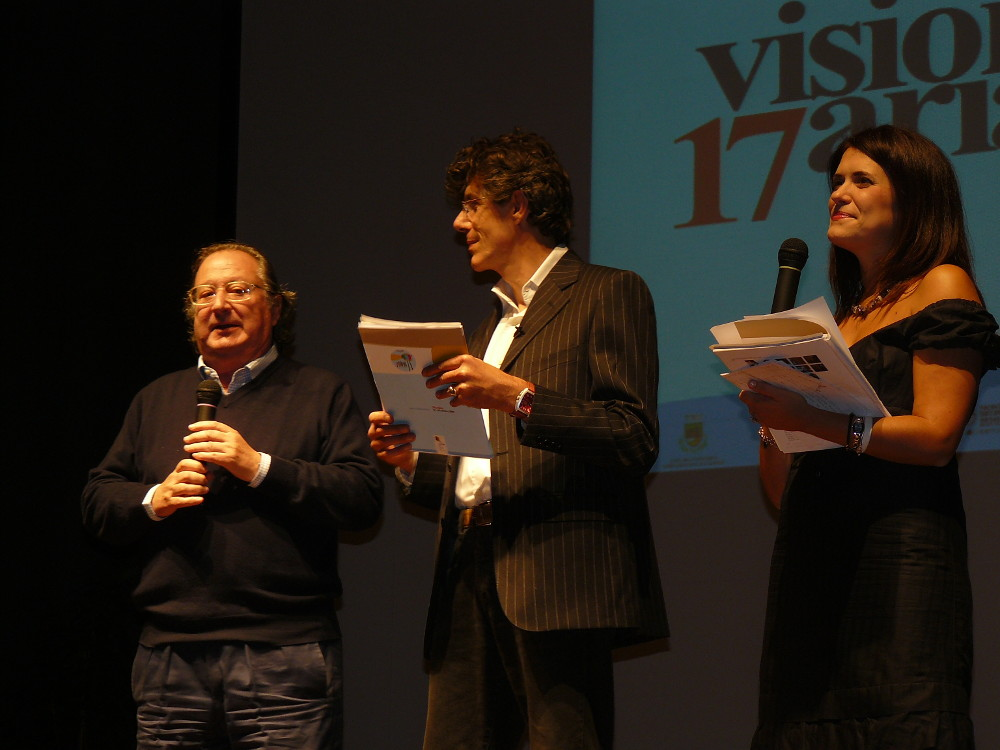
2008. Cesare Gigli in giuria sul palco per presentare i vincitori
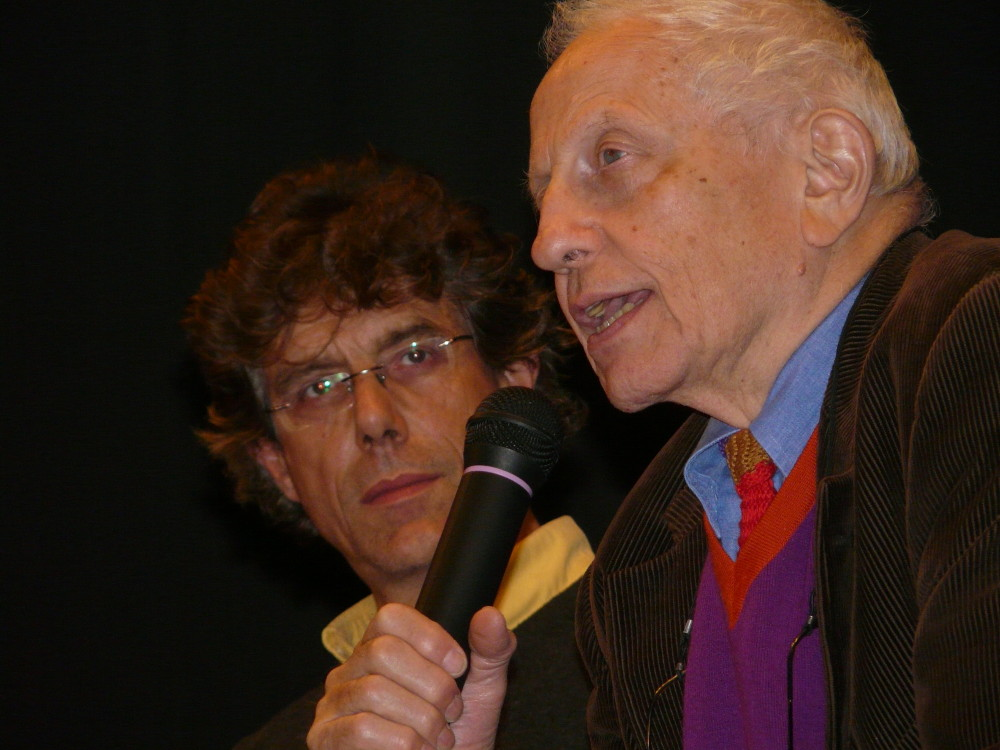
2009. Incontro con Enrico Crispolti e Amedeo Fago dopo la proiezione del film "Sulle tracce del Futurismo"
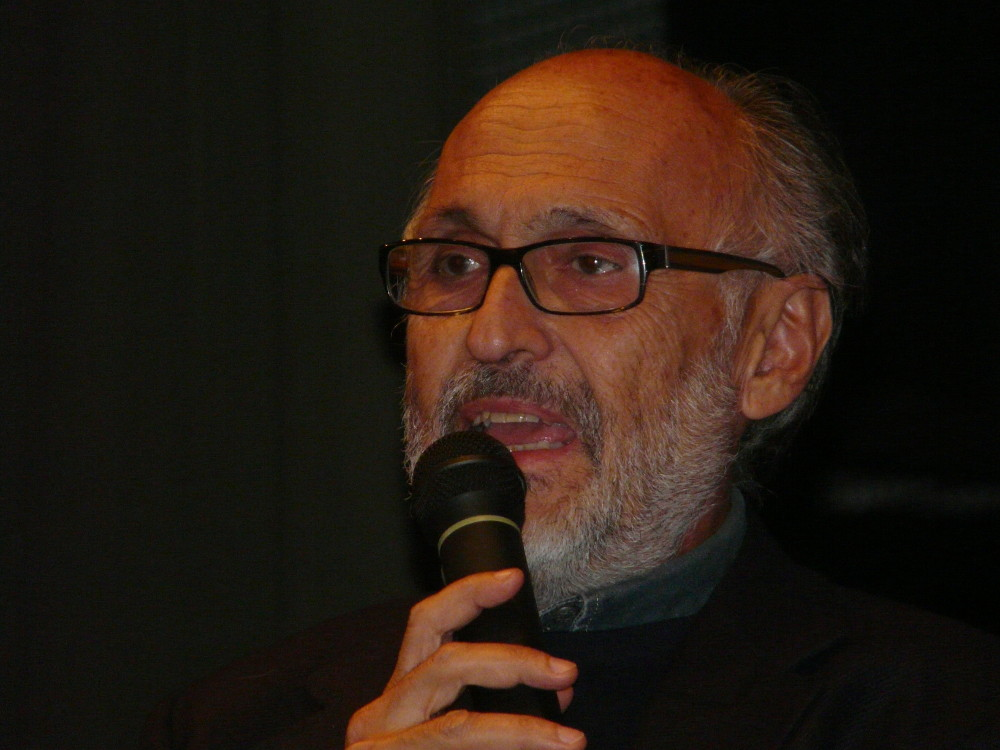
2009. Incontro con Enrico Crispolti e Amedeo Fago
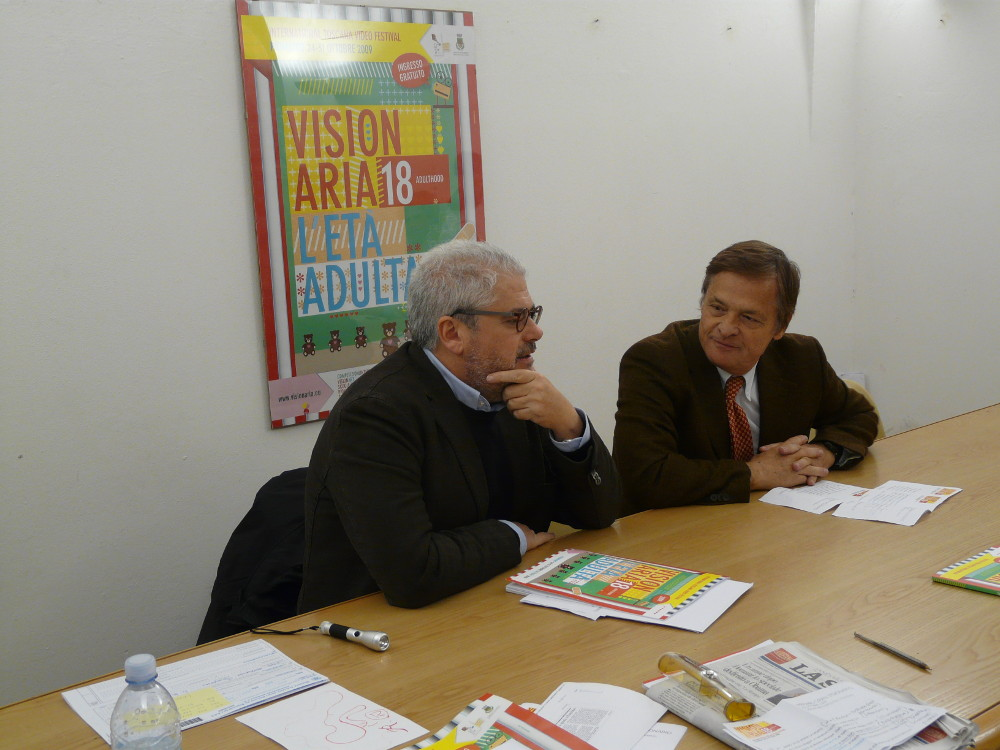
2009. Roberto Andò e Roberto Escobar nella giuria del festival
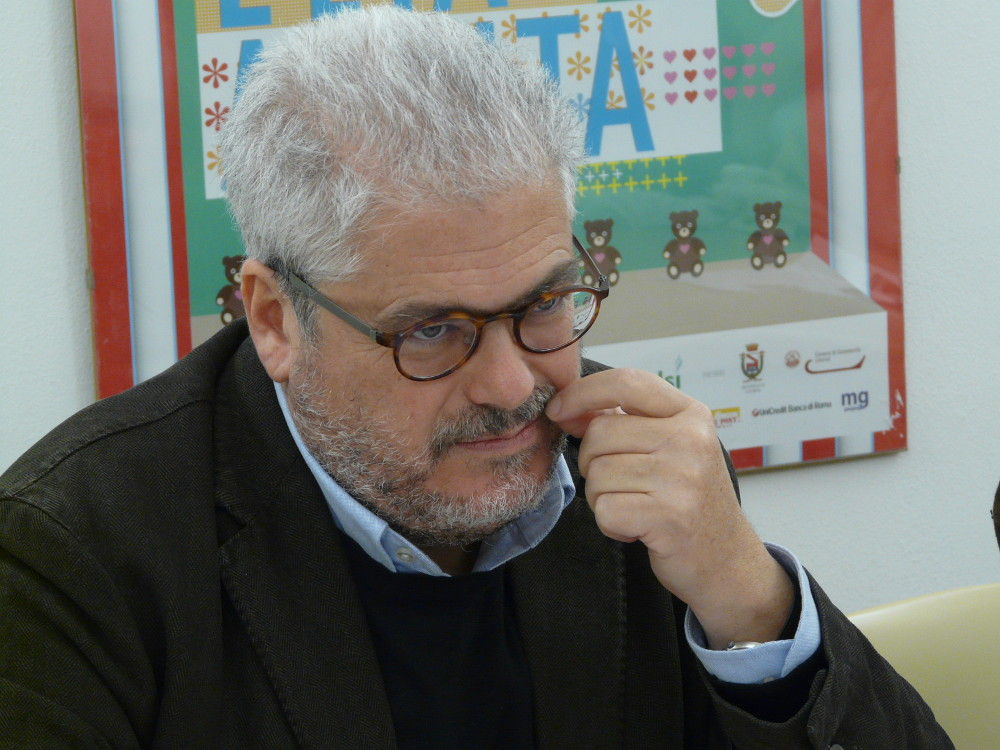
Il regista Roberto Andò
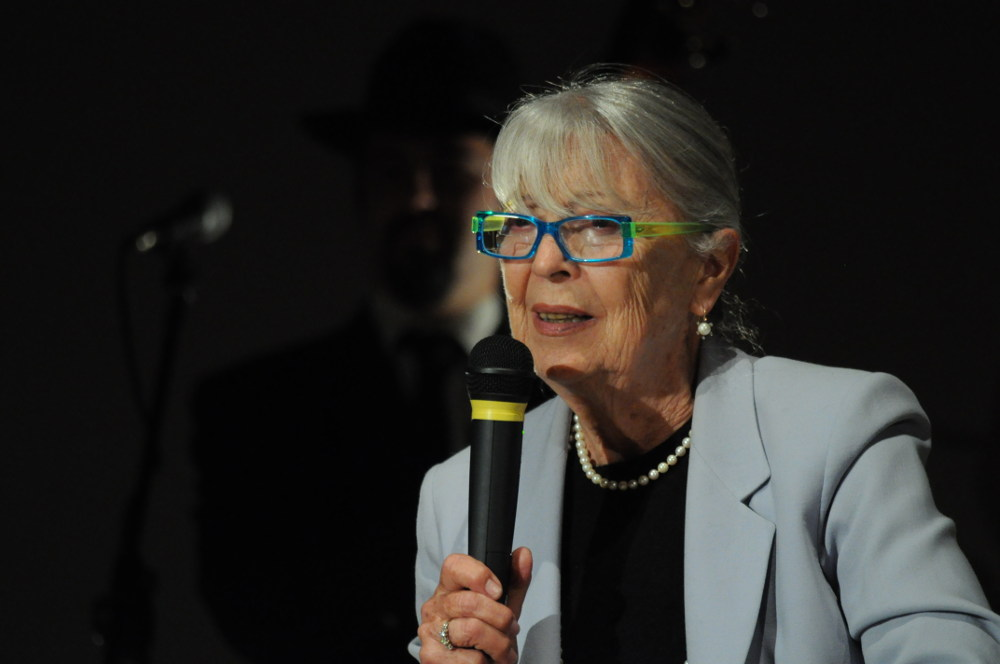
2010. L'attrice Isa Barzizza in giuria
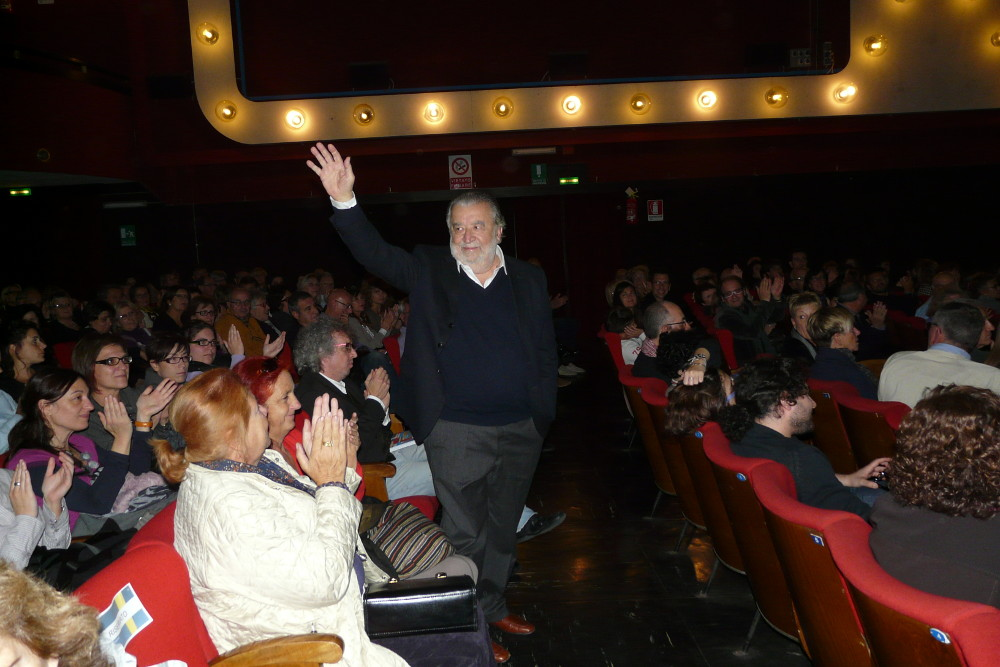
2010. Il regista Pupi Avati alla presentazione del film Una sconfinata giovinezza
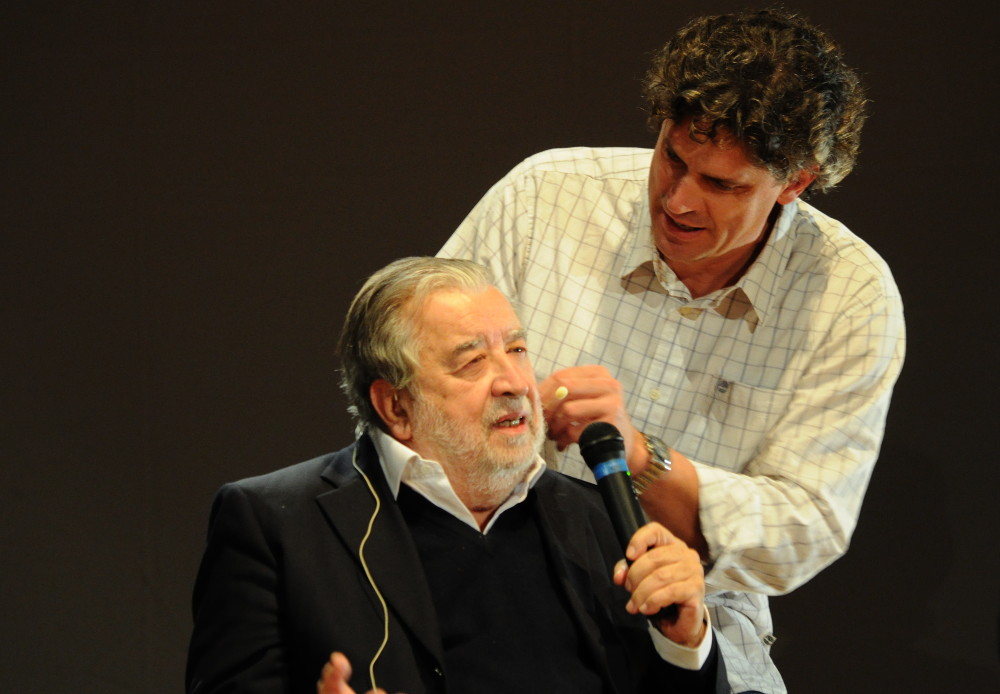
Pupi Avati sul palco con Alfredo Cavazzoni
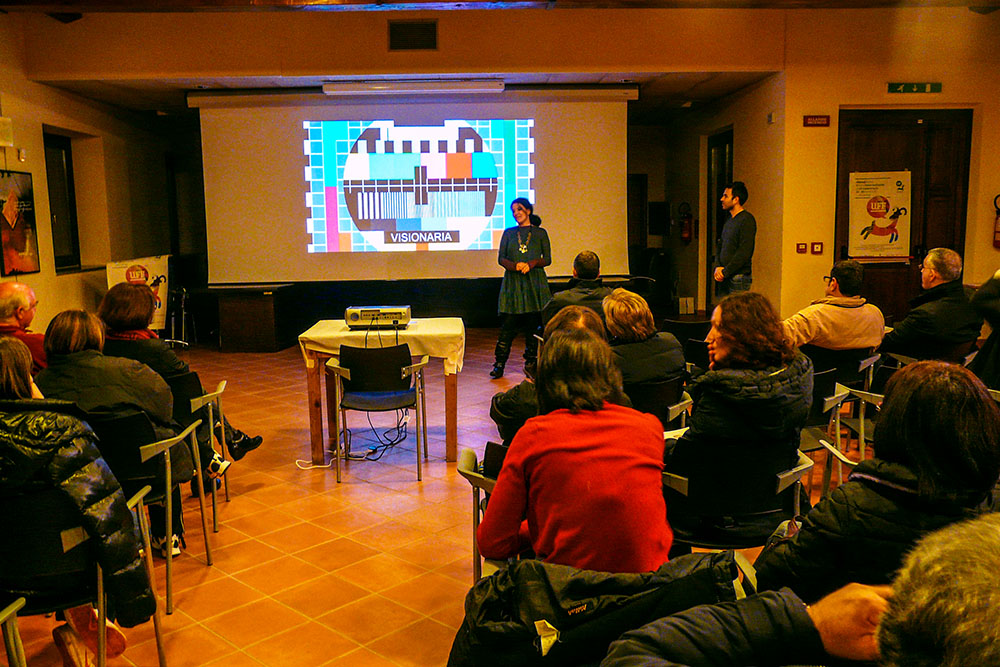
2011. La regista Cristina Mantis presenta il suo documentario Magna Istria, edizione speciale del festival in Sardegna
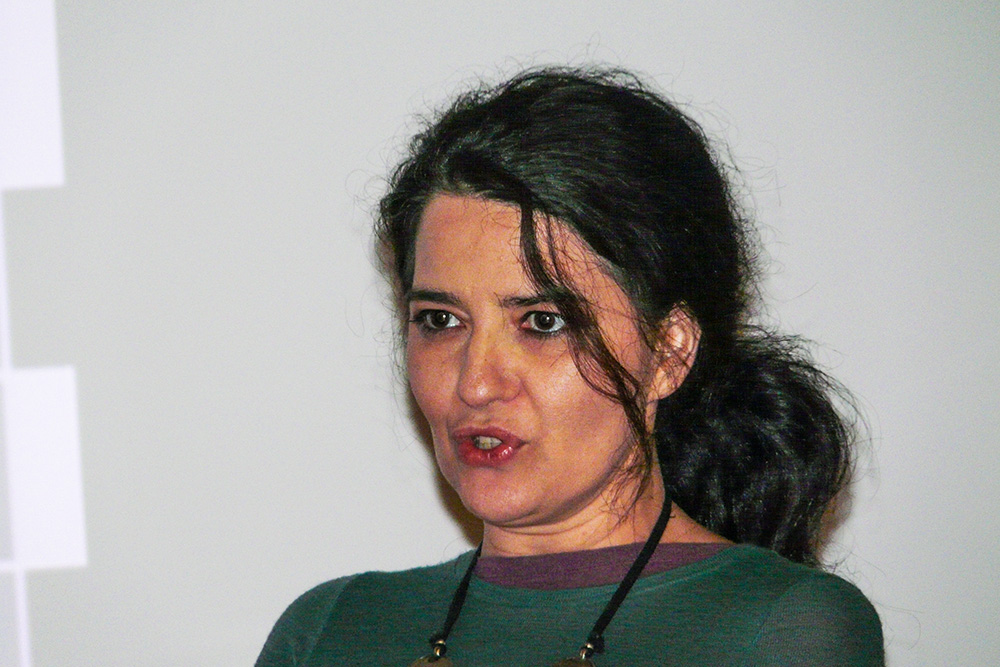
La regista Cristina Mantis
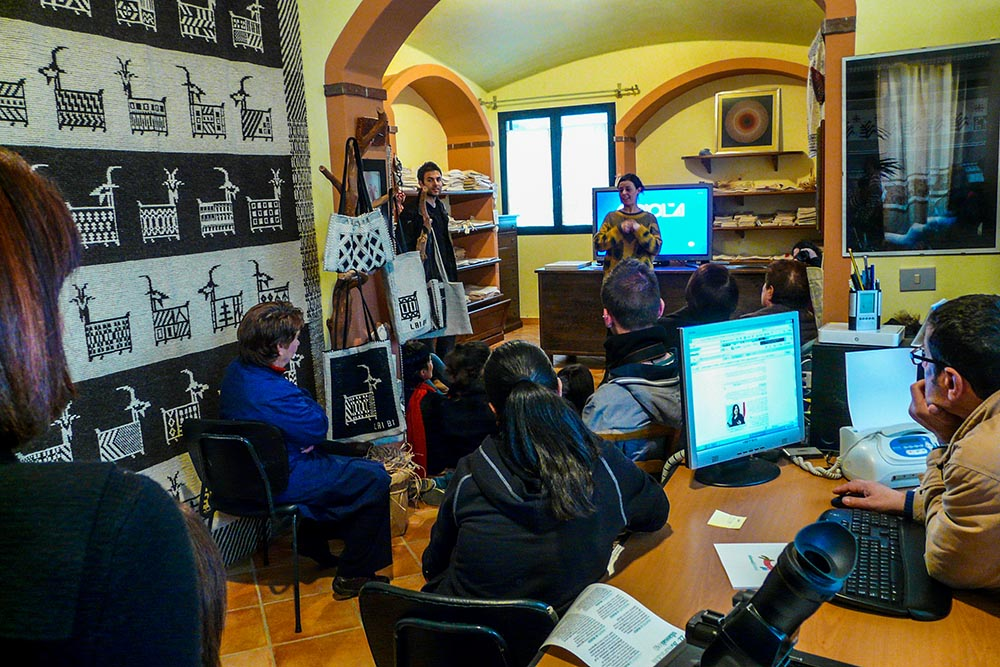
2011. Retrospettiva delle opere dell'artista Carolina Melis
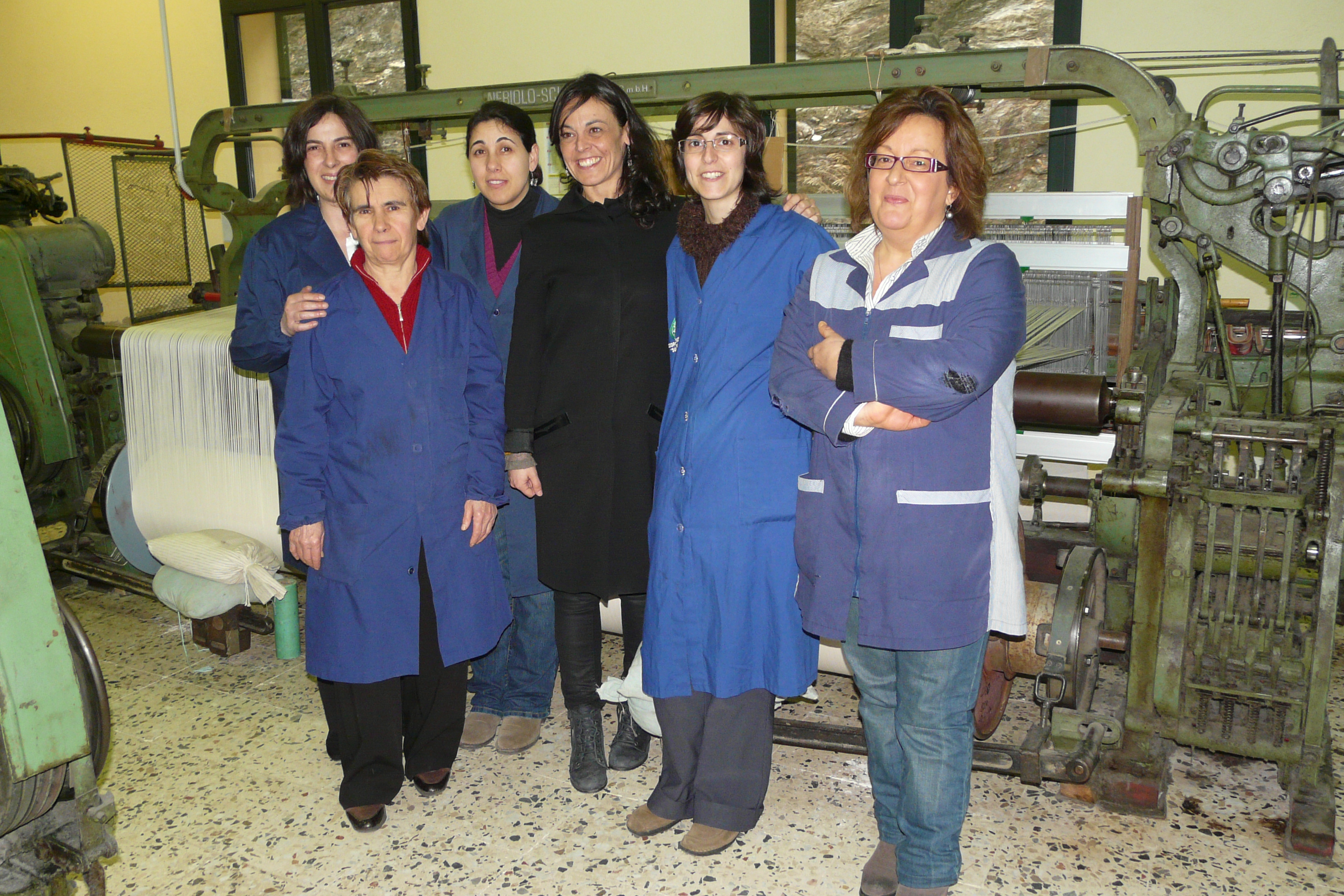
L'artista Carolina Melis tiene uno stage per le scuole, qui al centro con le lavoranti della cooperativa tessile Su Marmuri
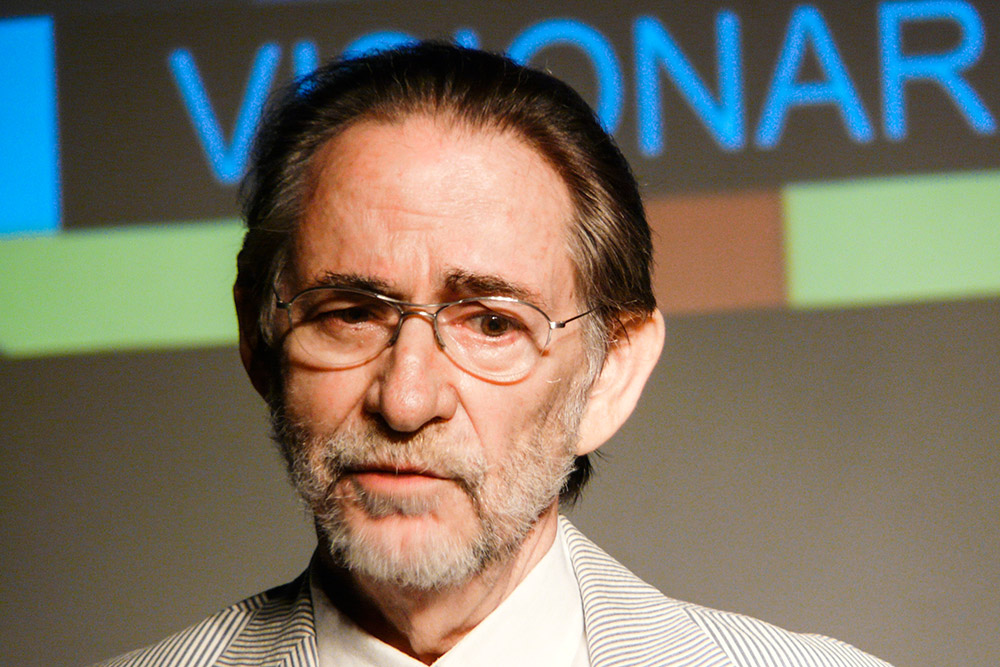
2012. Il produttore Renzo Rossellini presenta L'era legale di Enrico Caria
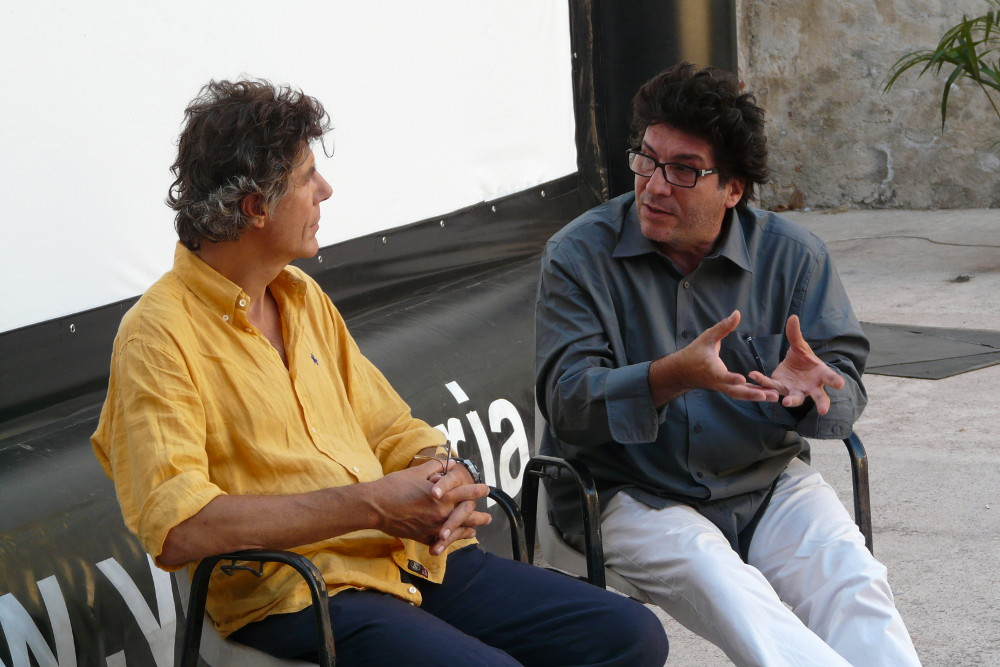
2013. Il regista Daniele Ciprì per la proiezione del film È stato il figlio
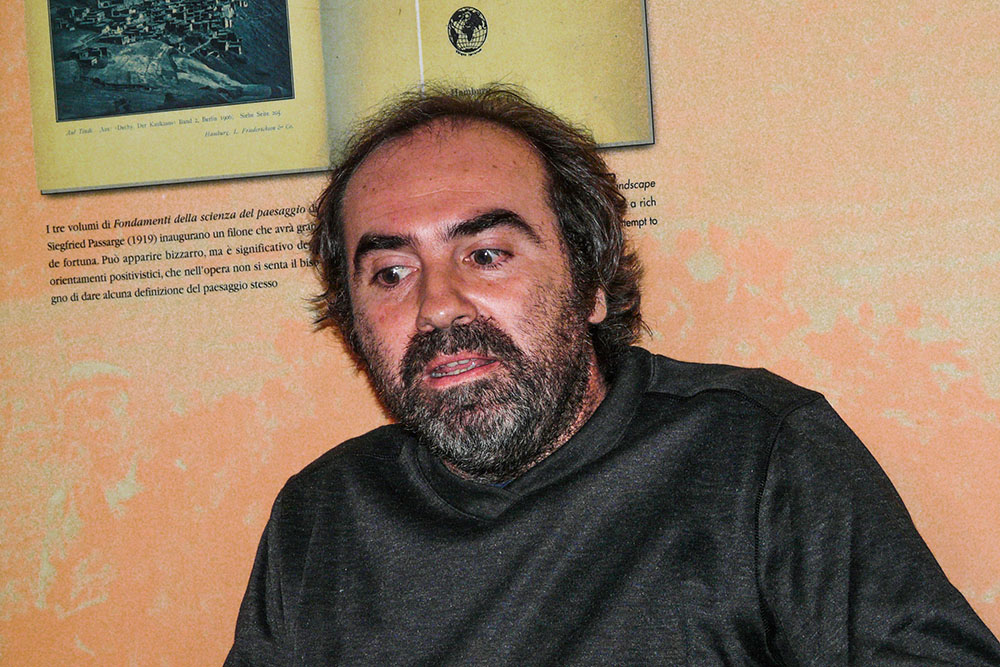
2015. Lo scrittore Alberto Prunetti ha presentato il suo volume "PCSP (piccola controstoria popolare)"
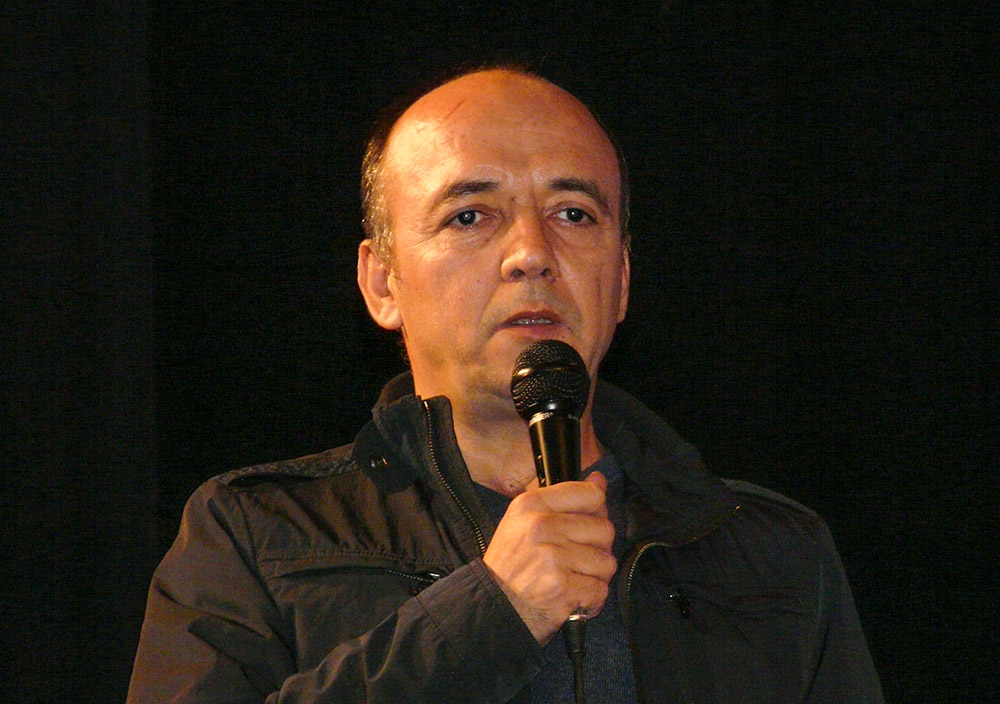
2015. Il regista documentarista albanese Roland Sejko nella giuria del festival
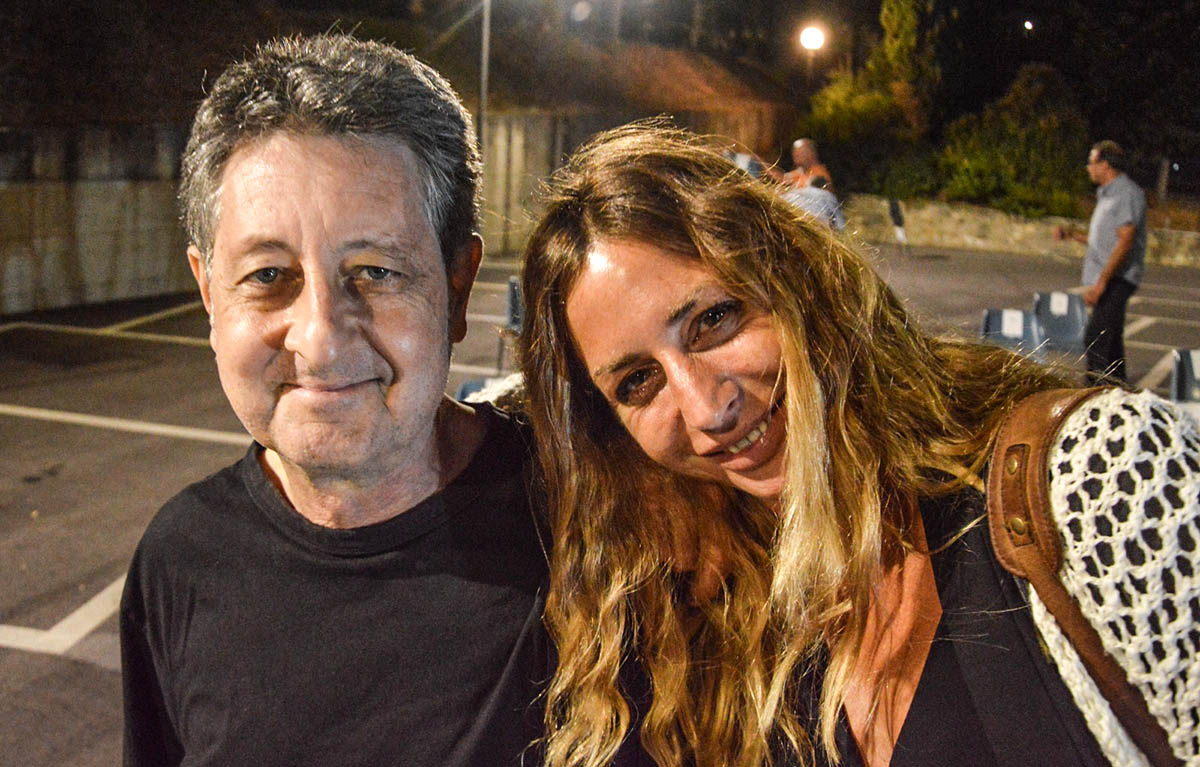
2021.Chiara Atalanta Ridolfi, sceneggiatrice del film Nevia di Nunzia De Stefano, con Antonio Barone dello staff del festival